# 日本の音楽番組
日本の音楽番組（にほんのおんがくばんぐみ）では、日本の音楽番組について解説する。

## テレビ音楽番組

### 音楽番組の歴史

#### 黎明期
日本のテレビで初の本格的な歌番組は1953年11月にNHKで放送を開始した『歌の花束』であった。出演者の顔触れはベテランから若手まで幅広かった。NHKは当時「テレビにおける歌謡曲の最高番組」を目標としていた。
1956年にはその後継番組として『歌の広場』が放送されるようになり、1963年まで続いた。
民放では、1962年にTBSテレビが歌謡番組『みんなで歌おう!』を開始し、1966年まで続いた。歌唱力の優劣を決めるのではなく、子供も大人もみんなで楽しく、良い歌を歌うことをコンセプトにしていた。

#### 歌謡界時代と歌謡バラエティの登場
1970年代までは歌番組は生放送で演歌や歌謡曲の歌手が多く出演するものが中心であった。1970年代にはニューミュージックが台頭してきたものの、当時の音楽番組は歌謡曲の歌手が優遇されており、ニューミュージックの歌手はテレビ出演を拒否する傾向にあったため、アーティストらの音楽番組に対する姿勢は多様化した。
歌謡バラエティ番組では1963年に『夢であいましょう』（NHK）が始まったのを皮切りに、1968年に『夜のヒットスタジオ』（フジテレビ）が始まり、1972年に『歌え!ヤンヤン!』（東京12チャンネル）が始まった。また「歌のコーナー」を設けるバラエティ番組も登場した（1969年開始の『8時だョ!全員集合』、1971年開始の『TVジョッキー』など）。
夏から年末にかけては日本レコード大賞（TBSテレビ）や日本歌謡大賞（TBSテレビを除く民放各局）など、テレビ・ラジオ各局が主催する音楽賞が数多く放送されていた。最盛期には年間15本前後の音楽賞が制定されており、「音楽賞レース」という言葉も生まれた。

#### 歌謡番組におけるニューミュージック歌手の出演
1978年に歌謡曲とニューミュージックの歌手を公平に扱うカウントダウン式歌謡番組『ザ・ベストテン』（TBS）が始まり、ニューミュージックの歌手も歌謡番組へと出演するようになった。この番組ではランキングの1位を従来の音楽番組のトリのように扱っていた。
『ザ・ベストテン』ではベストテン入りした歌手を出来る限りリアルタイムで出演させるため、出演の交渉状況を表に出し、またスタジオに来られない歌手にはスタッフが出向いて中継するということを行っていた。そのため歌唱よりも歌手が重視されることとなり、歌手のアイドル化が進んだとする見方がある。

#### バンド形式の伸長
1980年代には歌謡番組とは別に当時の若年層を対象にした番組として洋楽や国内バンドのプロモーションビデオ（PV、いわゆるビデオクリップ）を紹介する番組やインディーズ・バンドを紹介する番組が登場した。主な番組には『MTV (朝日放送)』、『紳助のMTVクラブ』（朝日放送）、『TV-TV インディーズの襲来』（NHK）、『三宅裕司のいかすバンド天国』（TBS）などがある。
PVはバンドのみならずアイドルや他ジャンルにも普及し、歌唱時間が限られる一方で拘束時間の長い音楽番組への出演を拒否するアーティストが登場し始めたのもこの頃からである。
また、歌謡番組では元々歌の伴奏にオーケストラの生演奏を使用していたが、シンセサイザーを使った楽曲の台頭、オーケストラの不要なアイドルバンド（C-C-Bやチェッカーズなど）や爆風スランプ・米米CLUB・聖飢魔IIを始めとするバンド形式の音楽ユニットの出演がだんだんと増えてゆき、末期にはオーケストラの出演も減っていった。1曲1曲の長さも長くなっていき、番組の尺を圧迫していったとされる。
以上の二点に加え、お笑いタレントの本格的な台頭に伴い、歌のコーナーを設けないバラエティ番組が次々制作されるようになったこともあり、1980年代末期からそれまで人気を保っていた生放送の音楽番組が次々と打ち切りに追い込まれ、並行して民放各局が主催していた歌謡祭も次々と終了した。2000年代以降も継続して開催されているのは日本レコード大賞・FNS歌謡祭（フジテレビ）・ベストヒット歌謡祭（読売テレビ）があるが、かつてのような賞レースの形式では無くなっているのがほとんどである。

#### J-POPの登場
1990年代前半、従来の音楽に代わってビーイング系やジャニーズグループなどのJ-POPが台頭した。ビーイング系ミュージックは番組タイアップ路線を取り人気となっていったものの、ビーイング系アーティストは逆にテレビ出演を減らしていった（ビーイングブーム）。一方、ジャニーズではSMAPなどの歌や演奏だけに留まらないマルチタレントが増えていき、『HEY!HEY!HEY! MUSIC CHAMP』（フジテレビ）や『うたばん』（TBS）のような、歌や演奏よりもトークやゲームなどの企画を中心とした番組が増えていった。また、『MJ -MUSIC JOURNAL-』（フジテレビ）などの様に、音楽の研究やアーティストのパーソナリティなどに焦点を当てた音楽情報番組も登場した。1986年に開始した『ミュージックステーション』（テレビ朝日）はしばらくは低空飛行を続けていたが、出場歌手をJ-POP中心にしたことで視聴率が上昇するようになった。また、これらの番組はいずれも事前収録方式を取っており、生放送は『ミュージックステーション』および一部の特別番組に限られるようになった。

#### プロデューサーの時代
1990年代中盤、音楽プロデューサーが活躍する「プロデューサーの時代」となった。テレビ番組では大物ミュージシャンを音楽プロデューサーとして付けることにより多数の有名アーティストが生まれることとなった。バラエティ番組『ウッチャンナンチャンのウリナリ!!』からはパッパラー河合のプロデュースにより「ポケットビスケッツ」がデビューし、オーディション番組『ASAYAN』からは小室哲哉のプロデュースにより「鈴木亜美」が、 また、つんく♂のプロデュースにより「モーニング娘。」がデビューしオリコン入りを果たした。
2000年代後半、秋元康プロデュースの大人数アイドルグループが登場した。大人数アイドルグループでは選抜によるメンバー決めが行われており、テレビではその選抜の中継が行われるようになった（AKB48総選挙SP（フジテレビ）など）。

#### 多チャンネルの普及
2000年代後半以降はテレビ離れ、少子高齢化、音楽不況などに伴い視聴率が最盛期よりも大幅に低下し、打ち切りもしくは特番化した番組も数々見受けられるようになる。こうして地上波で放送されるレギュラー放送の音楽番組は深夜帯が主流となり、ゴールデン・プライムタイムでの放送は減少、改編期における単発特別番組が中心となる。
2010年代前半、地上デジタルテレビ放送への切り替えに伴うテレビ買い替え等によりBS放送の視聴可能世帯の割合が70%台へと達し、『平成歌謡塾』や『サブちゃんと歌仲間』などの演歌・歌謡曲番組が地上波からBS放送へと移された。
インターネット配信の音楽番組も急増している。2010年代後半、テレビ朝日とサイバーエージェントの共同出資による動画ライブストリーミングサイト「AbemaTV」が登場し、AbemaTVではヒップホップ番組の『AbemaMix』、ラップ番組の『ラップスタア誕生!』など独自路線の音楽番組のストリーミングを行うようになった。またYouTubeでも『THE FIRST TAKE』のような人気音楽チャンネルが登場している。一方、テレビ番組の見逃し配信サービス（「TVer」など）では著作権処理の関係から音楽番組の提供が難しくなっており、ほとんど行われていないとされる。
また音楽ストリーミングの流行に伴って旧譜の重要性が増し、プレイリスト企画やプレイリスト番組が行われるようになった。

### 子供向け番組

#### 子供番組からのヒット
子供向け音楽番組では1959年より幼児向け音楽・教育番組『おかあさんといっしょ』（NHK教育）が放送されるようになり、1961年より音楽ミニ番組の『みんなのうた』（NHK）も放送されるようになった。その後、民放からも『おはよう!こどもショー』（日本テレビ）『ママとあそぼう!ピンポンパン』（フジテレビ）、『ひらけ!ポンキッキ』（フジテレビ）などの音楽要素のある子供向け番組が登場した (平日朝子供向け番組戦争)。
『おかあさんといっしょ』からは「だんご3兄弟」（1999年）「ドンスカパンパンおうえんだん」（2009年）、『ママとあそぼう!ピンポンパン』からは「ピンポンパン体操」（1971年）、『ひらけ!ポンキッキ』からは「およげ!たいやきくん」（1975年）「パタパタママ」（1976年）などが登場した。また『おはよう!こどもショー』では「こどものどじまん」が行われていた。
このように子供番組からは定期的に大ヒットが生まれてきたが、平成時代には少子高齢化の進行とともに（民放）子供番組自体が激減していった。

#### 子供向けアイドルコンテンツの伸長
従来の子供番組が徐々に成り立たなくなる中、メディアミックスの手法が台頭する。1997年より子供向けバラエティ番組『おはスタ』（テレビ東京系）が開始された。おはスタ内ではおはガールらの歌う卒業ソング「サヨナラのかわりに」を流したり、「ミニモニ。」のショートアニメを放送したりなどの音楽関連の企画を行っていた。
2000年代には少女漫画原作の音楽要素のあるアニメ番組『マーメイドメロディー ぴちぴちピッチ』（テレビ東京他）や『きらりん☆レボリューション』（テレビ東京系）が登場した。ぴちぴちピッチはカラオケ玩具「e-kara」とのタイアップを行っていた。また当時の女児向けアーケードゲームでは「オシャレ魔女♥ラブandベリー」のようなコーディネイトダンスゲームが流行っており、『きらりん☆レボリューション』も同様のアーケードゲーム化が行われていた。
2010年代には女児向けアーケードゲーム原作のアイドルアニメ番組であるプリティーシリーズ（テレビ東京系）とアイカツシリーズ（テレビ東京系）が登場し、これら二つのシリーズは2020年現在も続いている。これらアニメ番組ではほぼ毎回ライブシーンが挿入されている。

### 音楽番組とアニメソング
1970年代からアニメソングを歌っていた水木一郎は「（デビュー当時、アニメソングは）“漫画の歌”と言われてまして、歌謡曲と同じ土俵に立てなかった」「何十万枚と売れても、音楽番組に出られない時期がありました」、音楽評論家の冨田明宏は2000年代の状況について「J-POPを扱う雑誌ではアニメの主題歌、劇中歌を歌っている人を扱うことはほとんどなかった。地上波の音楽番組でも、どんなにヒットしていようがアニソンは除外される状況だった」と語っている。
2005年、音楽番組では著名アーティスト以外のアニメソングが冷遇されているとして、2ちゃんねるにおいてアニソンをオリコン1位にして音楽番組における差別をなくそうとする運動が行われた。
NHKで『MUSIC JAPAN』や『NHK紅白歌合戦』のプロデューサーを務めた石原真はアニソンに注目しており、音楽番組においてアニソンをポップスとして区別なしに扱っていた。『MUSIC JAPAN』では2009年から2011年にかけて「新世紀アニソンSP」というアニソン歌手や声優アーティストが出演する特集企画が何度か行われ、声優アーティストの水樹奈々は2009年に紅白出場を果たした。
しかしながら平成時代の音楽番組の代表格であるテレビ朝日の『ミュージックステーション』には声優アーティストが出場せず、また2010年にアニメ『けいおん!』の楽曲がヒットした際も『ミュージックステーション』では実際のオリコンランキングから乖離した番組独自の「オリコン調べ」チャートを放送し、民放においてアニソンへの冷遇が残っていることが疑われていた。
2010年代には、NHKの若者向けバラエティ番組『Rの法則』でアニソンが度々特集された。2012年度末にFLOWが『NARUTO -ナルト-』のオープニングテーマを歌ったところ視聴率が跳ね、2015年、μ'sの出演時には500通以上の再放送希望が来たという。
『ミュージックステーション』では、2015年5月8日にアニソンアーティストの藍井エイルとLiSAが出演。同年7月10日にアイドルアニメ『ラブライブ!』が特集され、続いて水樹奈々やμ'sなどの知名度の高い声優アーティストが出演するようになった。2016年にはNHKの『SONGS』でアニソン特集が組まれ、藍井エイルなど3組の女性アーティストが出演、テレビ朝日の『題名のない音楽会』でアニメミュージック特集が放送され、アニメ主題歌がクラシックアレンジで披露されるなど、テレビの音楽番組でアニソンやそのアーティストが紹介されるケースが急激に増えたものの、テレビ局の編成や管理職に就く中年層に知名度の低い声優アーティストは、その後も民放音楽番組では冷遇が続いていた。2017年には古舘伊知郎が『ミュージックステーション』に出演した声優グループを馬鹿にした発言で炎上した。2019年6月の『アイドルマスター』の大ヒット時には、『ミュージックステーション』は通常流れるシングルランキングを放送せず、アルバムランキングを放送した。
2020年、フジテレビは「世代間の情報の断絶が想像以上」であるとして声優アーティスト中心の新たな若者向け特別番組である『オダイバ!!超次元音楽祭』を開始した。

### 音楽番組のテロップ表示

#### 歌詞テロップ
歌詞テロップは1960年代から録画放送では使われるケースがあったが、生放送で使われることは殆どなかった。これは当時のスーパーインポーズの技術が2台のカメラを切り替えながらプロジェクターから出力する方法だったため、生放送では約8秒ごとに進んでいく歌詞に合わせて表示することが難しかったからという理由がある。
『夜のヒットスタジオ』では、1978年7月31日の放送でサザンオールスターズが出演した際、あまりの早口の歌詞が聞き取れないと苦情の電話が多く来たため、2回目の出演の際に歌詞を表示したのが最初であるが、その他は吉幾三の「俺ら東京さ行ぐだ」などくらいで、恒常的に用いられることはなかった。
その後1981年5月7日放送回から『ザ・ベストテン』が正式に初登場曲と「今週のスポットライト」のコーナーのみに歌詞を表示するようになった。しかし、初登場時でも中継であったり、セットによっては翌週に表示ということも多くあった。1989年2月23日放送回からは全曲に表示するようになったが、これも他番組に先駆けてのことだった。『NHK紅白歌合戦』でも全曲に歌詞が表示されるようになったのは1982年の第33回からである。しかし表示方法が前記のような方法であったため、文字が斜めに映ったり、誤って表示されないということも多々あった。
1990年代以降は生放送の音楽番組が減り録画放送が増えた影響でテロップ編集が容易となったため、多くの歌謡番組で歌詞にテロップ表示をするようになったが、外国語の歌詞の曲は原語のままか、日本語訳のみ表示するケースが多い。
なお、プロモーションビデオを紹介する番組やCSやWOWOWなどの有料放送のライブ番組は原則的に歌詞テロップを表示しないのが多いが、放送局名や曲名のサイドテロップを常時入れている番組もある。
NHK総合テレビで放送されていた『NHK歌謡コンサート』は、文字サイズが大きく表示されていた。
Linked Horizonの楽曲『紅蓮の弓矢』では、Linked Horizonの方針からか歌詞テロップが表示されなかった。

#### 作詞家・作曲家テロップ
民放の場合、「作詞・作曲」と表記するの場合がほとんどであるが、NHKの場合は「詞・曲」と表記する。
テレビ放送黎明期には、作詞者・作曲者のクレジットが曲名と共に表記されることは殆どなかったが、1970年代に入り、各放送局独自の音楽賞レース番組を創設するようになってからは、作詞・作曲クレジットの表記が通常のレギュラー放送の歌番組等でなされるようになった。

## 現行の日本の音楽番組一覧
2024年10月時点で放送中の番組。音楽専門チャンネルで放映されるものについては音楽専門チャンネル一覧参照。

### 現行の一般歌謡番組
- MUSIC FAIRHD（フジテレビ、1964年8月 - ）[32]

塩野義製薬の一社提供、放送開始から60年の歴史を誇る超老舗番組。毎回3 - 4組のアーティストが出演。アーティスト同士がコラボレーションして歌唱披露することも多い。2016年4月以降の司会は仲間由紀恵、軽部真一アナ。全てのレギュラー放送の音楽番組の中で放送期間が歴代最長である。
- ミュージックステーションHD（テレビ朝日、1986年10月 - ）

通称『Mステ』。放送開始から約40年を数える老舗歌番組。毎週生放送で6 - 8組のアーティストが出演。2022年10月以降の司会はタモリ、鈴木新彩アナウンサー。
- うたコンHD（NHK総合、2016年4月 - ）

1993年4月から2016年3月まで放送されていた「NHK歌謡コンサート」のリニューアル版。リニューアル後はポップスも取り入れられているが、NHK歌謡コンサートの時代は演歌・歌謡曲を中心とした選曲であった。NHKホールからの生放送が基本だが、月1回NHK大阪ホールからの生放送になる。また名場面集が放送される週や地方からの生放送になる週もある。2020年3月以降の司会は谷原章介、赤木野々花アナウンサー。
- CDTVライブ!ライブ!HD（TBSテレビ、2020年3月 - ）

『CDTVサタデー』の派生番組。毎週数組の出演アーティストが、新曲や代表曲を基本フルコーラス・アーティストの意見を反映したライブ演出で歌唱披露する。司会は江藤愛アナウンサー。2021年3月に『CDTVサタデー』が放送終了したため、本番組一本に統合された。
- Venue101HD（NHK総合、2022年4月 - ）

同年3月まで放送されていた『シブヤノオト』の事実上のリニューアル版。「音楽がもっと楽しくなる」をコンセプトに、毎週生放送でアイドルグループや若手アーティストを中心に3組程度が出演。司会は濱家隆一（かまいたち）、生田絵梨花。
- with MUSICHD（日本テレビ、2024年4月 - ）

アーティストやその楽曲の魅力を深掘りし、J-POPの魅力を世界に向けて発信する番組。司会は有働由美子、松下洸平。

#### 現行の一般歌謡特別番組
- NHK紅白歌合戦HD4K8K（NHK総合・BSプレミアム4K・BS8K、1953年 - ）※ラジオ第1での放送は1951年より

音楽のみならず、大晦日を代表する番組として幅広く知られる。ちなみにテレビ放送開始前（ラジオ放送のみ）の第1回 - 3回は1月開催で、タイトルは「紅白音楽試合」だった。
各年度の紅白歌合戦についてはCategory:NHK紅白歌合戦も参照。
- 輝く!日本レコード大賞HD（TBS、1959年 - ）

日本作曲家協会主催の同大賞及び最優秀新人賞の最終審査を兼ねた発表音楽会の模様を生中継。以前は毎年大晦日に開催されているが、開始当初は大晦日開催ではなかった。2006年からは12月30日に開催されている（2004年以降の会場は新国立劇場中劇場）。2024年までで第66回を数える。総合司会は安住紳一郎アナウンサー、川口春奈（2023年）。
- 夜のレコード大賞SD→全日本有線放送大賞SD→ALL JAPANリクエストアワードSD→ベストヒット歌謡祭HD（日本テレビ系列・読売テレビ制作、1968年 - ）

1993年までは毎年12月の開催だったが、1994年以降は11月の開催となった。2003年より現在の題名。元々はUSENへのリクエスト数を中心に受賞者を選んでいた。会場は毎年異なるが、フェスティバルホール、大阪城ホール、ワールド記念ホールを中心に開催。司会は宮根誠司、橋本マナミ（2018年時点）。
- FNS歌謡祭HD（フジテレビ、1974年 - ）

毎年12月に放送され、その年に話題を集めたアーティストが生出演する音楽番組だが、かつては賞レースのひとつだった。現在は、出演アーティスト同士のコラボレーションがメインになっている。会場はフジテレビ特設スタジオ（2024年時点）。2014年以前は年1回放送で、グランドプリンスホテル新高輪 大宴会場「飛天」から生放送されていた。2015年以降は年2回の放送となり、第1夜は「飛天」から、第2夜はフジテレビ本社スタジオから生放送された。2020年以降は、第1夜・第2夜ともにフジテレビ本社スタジオから生放送となる。ただし、2022年第1夜は「飛天」 から生放送。司会は相葉雅紀（嵐）、井上清華アナウンサー（2023年以降）。
- ミュージックステーションスーパーライブ→ミュージックステーション ウルトラSUPER LIVEHD→ミュージックステーションスーパーライブHD（テレビ朝日、1992年 - ）

Mステの年末特番。毎年12月下旬に放送され、その年に話題を集めたアーティストが生出演する番組。会場は第1回から東京ベイNKホールだったが、2004年のみさいたまスーパーアリーナ、2005年以降は幕張メッセイベントホールで開催されている。2019年から2022年は、秋の特番『ウルトラFES』と統合され、『ウルトラSUPER LIVE』のタイトルで放送されていた。 2018年以前と2023年以降は『スーパーライブ』として放送されている。
- わが心の大阪メロディーHD（NHK総合・大阪放送局制作、2001年 - ）

2001年から毎年11月上旬（2014年からは12月中旬）にNHK大阪ホールから公開生放送。
- 日テレ系音楽の祭典 ベストアーティストHD（日本テレビ、2001年 - ）

元は『日本テレビ音楽祭』で、その後、『日本テレビ音楽の祭典』→『1億3000万人が選ぶ!ベストアーティスト』と改め、2009年から現タイトルで毎年12月中旬（2011年以降は11月下旬）に放送され、その年に話題を集めたアーティストが生出演する番組。放送時間はおよそ3 - 4時間。2004年まで会場は東京ベイNKホールだったが、2005年 - 2007年は横浜アリーナ、2009年は東京ビッグサイト、2008年、2010年以降は幕張メッセイベントホールと日本テレビ麹町分室Gスタジオの二元中継にてそれぞれ開催されている。
- CDTVスペシャル!年越しプレミアライブHD→CDTVライブ!ライブ!年越しスペシャルHD→CDTVライブ!ライブ! 年越しプレミアライブHD（TBS、2001年 - ）

CDTVライブ!ライブ!の特番で、毎年大晦日23時50分（2009 - 2017・2020年は23時45分、2018・2019年は23時55分）から元旦早朝5時にかけて生放送されるオールナイトスペシャルライブ。その年のJ-POPシーンを賑したアーティストが大挙出演。司会は江藤愛アナウンサー（2022→2023年）。
- 音楽の日HD（TBS、2011年 - ）

東日本大震災復興支援を目的に2011年より放送開始。毎年7月中旬（2013年・2015年は6月下旬、2014年は8月上旬、2021年特別編（11回目）は3月中旬）に放送され、人気アーティストや東日本大震災の被災地に縁があるアーティストが複数生出演し自身の代表曲や最新曲を歌唱する。会場はメイン会場となっているTBS放送センタースタジオ（第11回のみ宮城県のセキスイハイムスーパーアリーナ）と、サブ会場となっている被災地（第1回は仙台、第2回は福島・仙台・岩手）からの中継の二元放送となっている。放送時間は1回目は7時間40分（途中S☆1等を挿入。また一部放送局はS☆1終了後に飛び降り）、2回目は3時間24分、3 - 9回目は7年連続で15時間、10回目は9時間18分、11回目は3時間57分、12回目は8時間54分（3回目 - 10回目・12回目はいずれも途中でJNN報道特集又はJNNニュース、第11回はJNNフラッシュニュースを挿入）。3 - 9回目は全ての音楽番組の中で放送時間が歴代最長である（2020年現在）。総合司会は中居正広、安住紳一郎アナウンサー（2023年時点）。
- FNSうたの夏まつりHD→FNS歌謡祭 夏HD（フジテレビ、2012年 - ）

『FNS歌謡祭』の派生番組。“夏のFNS歌謡祭”との通称があり、毎年7月下旬又は8月上旬に放送される。『FNS歌謡祭』がグランドプリンスホテル新高輪「飛天」で生放送されているのに対し、この番組の会場は2015年までは代々木第一体育館から公開生放送されていた。『FNS歌謡祭』と同様、出演アーティスト同士のコラボレーション（共演）がメイン。放送時間は4時間28分。司会は相葉雅紀（嵐）、永島優美アナウンサー（2023年）。また、2016年はフジテレビ本社スタジオにて番組初の昼から夜まで半日かけて10時間以上にわたり長時間放送された。2019年までは『FNSうたの夏まつり』のタイトルで放送されていた。放送時間は10時間9分。
- THE MUSIC DAYHD（日本テレビ、2013年 - ）

日本テレビ開局60周年記念特別番組としてスタートし、日本人に力をくれたまたは力をくれる名曲とテレビを彩った名曲を紹介する。1回目・2回目までは『THE MUSIC DAY 音楽のちから』というタイトルだったが3回目以降は毎年タイトルが変わる。1回目は12時間（途中NNNストレイトニュース等を挿入）、2回目・3回目・4回目・6回目は11時間、5回目は10時間、7回目は9時間30分、8回目・9回目は8時間（途中NNNニュースを挿入）。
- テレ東音楽祭HD（テレビ東京、2014年 - ）

2014年にテレビ東京が開局50周年を記念して初めて開催された。以降はテレビ東京の夏の大型音楽番組として毎年恒例で開催されている。出演アーティストは演歌歌手・ポップス歌手など幅広い。
テレビ東京で放送されているバラエティ番組とのコラボレーション企画も行われている。
放送時間は4時間後半台（2014年は4時間54分、2015年は4時間18分、2016年・2017年は4時間23分）(2018年は5時間)。会場は2014年の第1部は「五反田・ゆうぽうと」、2014年の第2部・2015年以降は「テレビ東京天王洲スタジオ」からの生放送。
- 卒業ソング音楽祭→CDTVライブ!ライブ!春のスペシャルHD（TBS、2017年 - ）

2017年より放送開始。毎年3月下旬に放送。卒業ソング・春うたを中心に披露したり、VTR企画やドラマとのコラボレーション企画などを展開する。
- クリスマス音楽祭HD→CDTVライブ!ライブ!クリスマススペシャルHD（TBS、2017年 - ）

2017年より放送開始。毎年12月下旬に放送。クリスマスソング・ラブソング・ウィンターソングを中心に披露したり、VTR企画やドラマとのコラボレーション企画などを展開する（2018年以降はドラマとのコラボレーション企画は行なれていない）。
- MUSIC GIFT（NHK総合、2025年 -）

#### 現行の一般歌謡配信番組
- ももいろ歌合戦HD4K（ABEMA、2017年 - ）※ラジオ放送はニッポン放送

ももいろクローバーZの年越し番組として開始。『NHK紅白歌合戦』をモチーフにしており、40組以上（2022年時点）の歌手が紅組・白組に分かれて勝敗を争う。2017年・2018年はフジテレビNEXTや独立局、2018年 - 2022年はBS日テレ・BS日テレ4Kでも放送された。2024年は年越しイベントとして開催されなかったが、カウントダウン特番が放送された。

### 現行の一般向け番組
主にアーティスト1組に焦点を当てたインタビュー、ドキュメンタリーが主流。
- SONGS（NHK総合、2007年4月 - ）

毎回1組のアーティストが登場し、スタジオライブを披露するほか、音楽誕生の背景、音楽への思いを語る。トーク（対談）も行う。2018年以降は、大泉洋（TEAM NACS）が番組の顔として出演。
- NHK MUSIC SPECIAL（NHK総合、2021年4月 -）

『SONGS』と同じ放送枠で放送。

#### 現行の一般向け特別番組
- 夢チカ18（北海道テレビ、2000年 - ） - 2020年9月より土屋まり（北海道テレビアナウンサー）がナビゲーターとして出演。
- NHK MUSIC EXPO（NHK総合、2023年 - ）

『NHK MUSIC SPECIAL』内で年1回放送。

### 現行の音楽バラエティ番組
- 月刊MelodiX!→プレミアMelodiX!（テレビ東京、テレビ東京ミュージック制作、月1回→毎週、2001年 - ）

アーティストの歌唱シーン以外にトークコーナーがある。司会は南海キャンディーズ。
- おとぼ家の夜→OTOBOKE Bar→音ボケPOPS（TOKYO MX、2011年 - ）

一時期はBS-TBSで放送されていた。
- musicる TV（テレビ朝日、2012年 - ）

作曲家、音楽プロデューサーのヒャダインがMCの音楽情報バラエティ。ゲストコーナー、音楽情報、ドキュメンタリー企画からなり、番組ではアマチュアアーティストのバトルもある。
- バズリズム（日本テレビ系列、2015年 - ）[32]

バカリズムの冠番組。
- 関ジャム 完全燃SHOW→EIGHT-JAM（テレビ朝日、2015年 - ）

SUPER EIGHTの冠番組。毎回様々なアーティストをゲストに迎え、SUPER EIGHTとのトークやジャムセッションを放送する。
- 関内デビル（tvk、2017年 - ）
- 千鳥の鬼レンチャン（フジテレビ、特番枠は2020年 - 、レギュラー放送は2022年 - ）

カラオケを主題に繰り広げられる予想対決バラエティ。公称ではバラエティ番組だが、EPG番組表においては音楽番組に分類されている。
- ハマスカ放送部（テレビ朝日、2021年 - ）

ハマ・オカモトと齋藤飛鳥の冠番組。
- 超音波（テレビ東京、テレビ東京ミュージック制作、2022年 - ）[32]

音流〜ONRYU〜の後番組。
- あのちゃんの電電電波♪（テレビ東京、2023年 - ）

あのの冠番組。
- 週刊ナイナイミュージック（フジテレビ、2023年- ）

ナインティナインの冠番組。

#### 現行の音楽バラエティ特別番組
- 堂本兄弟→新堂本兄弟→堂本兄弟SP（フジテレビ、2001年4月 - ）

KinKi Kidsメインの番組。毎回1組のゲスト（ミュージシャンでない場合も多い）を迎えトークのほか『堂本ブラザーズバンド』によるセッションを展開していた。2001年4月 - 2004年9月までは「堂本兄弟」で、2004年10月 - 放送終了まで現タイトル。2014年9月まではレギュラー放送であったが、以降は年始または年末の特番となっている。
- カラオケ★バトル→THEカラオケ★バトル（テレビ東京、2006年 - ）

一般視聴者や芸能人が通信カラオケの採点機能の点数を競いあう。堺正章、柳原可奈子、繁田美貴（テレビ東京アナウンサー）が司会。2019年3月まではレギュラー放送。
- 明石家紅白!（NHK総合、2016年 - ）

明石家さんまの冠番組。
- HAPPYクリスマス おもちゃ屋MISIA（日本テレビ、2020年 - ）

MISIAの冠番組。毎年12月に放送。
- オールスター合唱バトル（フジテレビ、2022年 - ）
- 秋山歌謡祭（メーテレ、2023年 - ）

秋山竜次（ロバート）の冠番組。
- 有吉ミュージックフェス（テレビ東京、2023年 - ）

有吉弘行の冠番組。2025年時点で第3弾まで放送。

#### 現行の音楽バラエティ配信番組
- TALKIN' ABOUT（TOKYO MX→YouTube、2021年 - ）TOKYO MXでの放送は2021年のみ。2022年以降は配信番組。

### 現行の音楽情報番組
- ミューサタ→TuneHD（フジテレビ、2009年 - ）[32]

### 現行の音楽史番組
- The CoversHD4K （NHK BSプレミアム・BS4K→NHK BS・BSプレミアム4K、2014年 - ）[32]

リリー・フランキーと上白石萌歌の冠番組。
- 名曲お宝音楽祭→ミュージックジェネレーション（フジテレビ、2018年 - ）

2018年から不定期放送されたのち、2024年よりレギュラー化。ミュージックジェネレーションは令和・平成・昭和の3世代の定番ソングを貴重映像とともに発表する。
- 映画音楽はすばらしい!HD4K（NHK BSプレミアム・BS4K→NHK BS・BSプレミアム4K、2020年 - ）

映画音楽（主に洋画）を映画の名シーンと共に、歌手の歌声とオーケストラの生演奏で放送する。MCは安田顕（TEAM NACS）、廣瀬智美（NHKアナウンサー）。
- 星野源のおんがくこうろん（NHK教育、2022年 - ）

毎回一人の「歴史を変えた」音楽家にスポットを当て、楽しく音楽を学ぶ音楽教養番組。星野源の冠番組。2024年時点でシーズン3まで放送されている。
- ザ・グレイテスト・ヒッツ（NHK総合、2025年4月 - ）

#### 現行の音楽史特別番組
- 3秒聴けば誰でもわかる名曲ベスト100（テレビ東京、2017年 - ）
- 歌える!J-POP 黄金のヒットパレード決定版!（NHK BS・BSプレミアム4K、2020年 - ）

1980年代から2000年代にデビューしたアーティストが一堂に会し、名曲・ヒット曲を披露する
- この歌詞が刺さった!グッとフレーズ（TBS、2021年 - ）
- 発表!今年イチバン聴いた歌（日本テレビ、2022年 - ）

「日テレの新たな年末音楽特番」として、『ベストアーティスト』とは別に放送。Apple Musicの年間ランキング上位100曲と、「昭和・平成・令和の曲で今年イチバン聴かれた曲」が発表された。
- 昭和vs令和!世代を超えて愛される最強ヒット曲（テレビ東京、2023年 - ）[44]
- 名曲考察教室（NHK総合、2025年 - ）

昭和・平成の名曲を、令和の若者たちが考察する。

### 現行のアイドルソング番組
- M:ZINE（テレビ朝日、2024年4月 - ）

毎月1組ピックアップアーティストを招き、アーティストの魅力を引き出していく音楽バラエティー。主にK-POPアーティストが登場する。若井滉斗（Mrs. GREEN APPLE）と林美桜（テレビ朝日アナウンサー）の冠番組。

#### 現行のアイドルソング冠番組・レギュラー番組
それぞれ、自身がメイン出演している冠番組またはレギュラー番組の音楽コーナーで、自身の新曲やヒット曲、またはシングル曲以外に他の音楽番組でも滅多に披露されないカップリング曲やアルバム曲も披露されている。また、他の音楽番組でも滅多に披露されないフルサイズで披露されることが多い。
- 乃木坂46
  - 乃木坂工事中（テレビ愛知・テレビ東京、2015年4月 - ）
  - 乃木坂スター誕生!SIX（日本テレビ、2025年4月 - ）
- 櫻坂46
  - 欅って、書けない?→そこ曲がったら、櫻坂?（テレビ東京、2015年10月 - ）
- 日向坂46
  - ひらがな推し→日向坂で会いましょう（テレビ東京、2018年 - ）
  - 新・日向坂ミュージックパレード（日本テレビ、2024年5月 - ）
- ハロー!プロジェクト
  - ハロドリ。→ハロドリ。-MUSIC-（テレビ東京、2020年 - ）[32]
- =LOVE
  - キミは=LOVEを愛せるか!!!（フジテレビ、2021年1月 - ）[47]
- FANTASTICS
  - FUN!FUN!FANTASTICS（日本テレビ、2021年1月- ）

2025年時点でSEASON5まで放送。
- BALLISTIK BOYZ
  - バリバリ!バンドやろうぜ!!（日本テレビ、2025年7月 - ）[49]

#### 現行のアイドルソング特別番組
- TOKYO IDOL FESTIVAL（BSスカパー!・フジテレビNEXT他、2010年 - ）

2010年はスカチャンで放送されていたが、2011年以降はフジテレビNEXTを中心に放送されている。2013年以降はBSスカパー!も協賛に加わり、BSスカパー!でも一部が放送されるようになった。また年によっては地上波のフジテレビでも一部が放送されている。
- TIF presents ONE SONG FES.（フジテレビ、2024年 - ）

### 現行の子供向け・童謡番組
- おかあさんといっしょ（NHK教育、1959年 - ）

うたのおにいさん及びうたのおねえさんが登場する。「だんご3兄弟」（1999年）「ドンスカパンパンおうえんだん」（2009年）などのヒットソングを生みだした。
- 子供たちに残したい 美しい日本のうたHD4K（BS朝日・BS朝日4K、2017年 - ）

#### 現行の子供向け・童謡ミニ番組
- みんなのうた（NHK総合・NHK教育、1961年 - ）

#### 現行の子供向け・童謡特別番組
- 童謡こどもの歌コンクールグランプリ大会（BS朝日）

### 現行のクラシック番組
- 深夜の音楽会→読響Symphonic Live〜深夜の音楽会→読響シンフォニックライブ→読響プレミア（日本テレビ・BS日テレ）[32]
- 題名のない音楽会（テレビ朝日、1964年 - ）

出光昭和シェル一社提供。放送開始から50年以上を数える長寿番組。現在の司会者は石丸幹二。
- クラシック倶楽部（NHK-BS2→NHK BSプレミアム・BS4K→NHK BS・NHK BSプレミアム4K、2000年 - ）
- プレミアムシアター（NHK BSプレミアム→NHK BS・NHK BSプレミアム4K、2010年 - ）
- クラシックTV（NHK教育テレビ、2021年 - ）[32]
- 読売日本交響楽団 粗品と絶品クラシック（BS日テレ、2024年 - ）

粗品（霜降り明星）の冠番組。

#### 現行のクラシックミニ番組
- 名曲アルバム（NHK総合・教育・BSプレミアム→BS・ BS4K→BSプレミアム4K・BS8K・ワールド・プレミアム、1976年 - ）

#### 現行のクラシック特別番組
- サントリー1万人の第九（毎日放送）

毎年12月23日に1時間のダイジェスト版として放送。
- 東急ジルベスターコンサート（テレビ東京・BSテレ東・BSテレ東 4K）

毎年大晦日にBunkamuraオーチャードホールから生放送の特別番組。

### 現行の吹奏楽番組

#### 現行の吹奏楽特別番組
- 響け！吹奏楽の甲子園（BS朝日、2010年 - ）

「全日本吹奏楽コンクール」を放送する番組。

### 現行のフォーク・ロック・ポップス系番組
- 流派-R（テレビ東京、テレビ東京ミュージック制作）[32]

テレビでは唯一のヒップホップ系の音楽番組。
- Break Out（テレビ朝日、1996年 - 2001年）→BREAK OUT（テレビ朝日、2012年 - ）[32]
- 伊藤政則のROCK CITY（tvk、1998年 - ）
- 坂崎幸之助のももいろフォーク村NEXT→しおこうじ玉井詩織×坂崎幸之助のお台場フォーク村NEXT（フジテレビNEXT、2014年9月 - ）

坂崎幸之助（THE ALFEE）と玉井詩織（ももいろクローバーZ）によるユニット「しおこうじ」の冠番組。2019年7月より現在のタイトルに変更。

#### 現行のフォーク・ロック・ポップス系配信番組
- AbemaMix（AbemaTV、2017年1月 -）

ヒップホップに特化した生配信番組。
- やぐフェス→ピンクThe NIGHT（AbemaTV、2017年12月 - ）

### 現行の洋楽専門番組
- ベストヒットUSA（BS朝日・BS朝日 4K、1981年 - 1989年・2003年 - ）

小林克也のVJ（ビデオジョッキー）でおなじみの洋楽専門番組。1980年代にテレビ朝日系列で放送され絶大な人気を博した。2003年よりリメイクされている。番組当初は大手タイヤメーカーのブリヂストン提供だった。
- billboard TOP40（tvk、ミューコム制作、1983年 - ）
- MUST BE UKTV（NHK BS、2018年 - ）

### 現行のダンス番組
- ゾンターク〜おどりのほし〜（NHK教育、2023年4月 - ）[51]
- ダンスdeコレオ～D.LEAGUE 振り付けバトル～（TBS、2024年10月 - ）

「コレオ（振り付け）」のない楽曲に、世界最高峰のプロダンスリーグ「D.LEAGUE」のダンサーたちが振りを付けて対決する。
- マゼダン -MAZE OF DANCE-（日本テレビ、2025年8月 - ）

MAZZELの冠番組。

#### 現行のダンス特別番組
- THE DANCE DAY（日本テレビ、2022年 - ）

### 現行の演歌・歌謡曲番組
- 平成歌謡塾→新・平成歌謡塾→平成歌謡塾2→令和歌謡塾（BS日テレ・BS日テレ4K・テレビ北海道、1993年1月 - ）[32]

2010年まではUHF系で、2010年から2015年まではBS朝日で、2015年から2019年まではBS12 トゥエルビで放送されていた。
- 洋子の演歌一直線（テレビ東京ほか、テレビ東京ミュージック制作、1994年4月 - ）[32]

長山洋子の冠番組。
- BS20世紀日本のうた→BS日本のうた→新・BS日本のうた（NHK BSプレミアム→NHK BS・NHK BSプレミアム4K、1997年 - ）
- 歌謡サロン・演歌がええじゃん→竹島宏の歌MAX（独立局・BS12 トゥエルビ、2000年 - ）[32]

竹島宏の冠番組。
- BS日本・こころの歌（BS日テレ・BS日テレ4K、2003年4月 - ）[32]

明治から昭和にかけての日本の曲をピアノの伴奏とFORESTAの合唱で披露する番組。
- 徳光和夫の名曲にっぽん 昭和歌謡人（BSテレ東・BSテレ東 4K、2013年 - ）[32]
- 昭和は輝いていた→武田鉄矢の昭和は輝いていた（BSテレ東・BSテレ東 4K、2013年 - ）[32]

初期は音楽以外を取り上げることも多かったが、だんだん昭和歌謡を取り上げることが増えていった。
- 日本の名曲 人生、歌がある→日本の名曲 世界の名曲 人生、歌がある→人生、歌がある（BS朝日・BS朝日 4K、2013年 - ）[32]
- あなたの歌謡リクエスト→昭和歌謡パレード（BSフジ・BSフジ 4K、2014年 - ）[32]
- 昭和歌謡ベストテン→昭和歌謡ベストテンDX→MUSIC X（BS-TBS・BS-TBS 4K、2016年 - ）
- BS演歌の花道（BSテレ東・BSテレ東4K、2020年 - ）[32]

テレビ東京系列の同名番組の放送終了から20年ぶりに再開されたもの。ナレーションも来宮良子が引き続き担当。なお、過去に制作されたものとハイビジョン制作の完全新作を組み合わせた1時間枠の番組に仕立てての放送。
- 辰巳彰のザッツ炎歌（ぎふチャン、2020年 - ）

#### 現行の演歌・歌謡曲特別番組
- 日本作詩大賞（BSテレ東・BSテレ東4K、1978年 - ）※賞自体は1994年より

演歌の育成を目的としており、人気作詞家・人気演歌歌手への登竜門的音楽祭。また、年末の賞取りレースの中では唯一演歌のみを対象にして行われている。なお、2011年までは11月末頃の日曜ビッグバラエティ枠で放送されていたが、2012年から2016年までは12月第1木曜日の20・21時台、2017年からは12月第1日曜日に放送されている。会場はテレビ東京本社第1スタジオ。司会は徳光和夫、松丸友紀アナウンサー（2014年時点）。また、1994年から2017年まではテレビ東京で、1990年から1993年までは日本テレビで、1978年から1989年まではNHK総合で放送されていた。

### 現行の民謡番組
- 民謡魂 ふるさとの歌（NHK総合、2013年5月 - ）

### 現行のアニメソング・バーチャルアイドル番組
- Anison Days（BS11、2017年 - ）[32]

#### 現行のアニメソング・バーチャルアイドル特別番組
- アニメソング史上最大の祭典〜アニメロサマーライブ〜→アニソン!プレミアム!presents 豪華祭典!アニメロサマーライブ（NHK BSプレミアム、2013年 - ）
- アニソン!プレミアム!（NHK BSプレミアム・NHK BS4K、2018年 - ）
- オダイバ!! 超次元音楽祭HD（フジテレビ、2020年 -）

『FNS歌謡祭』のスタッフにより制作される新たな音楽特番。今までの地上波の音楽番組は中年層が番組の決定権を持っているために出演者の顔ぶれが半固定された状態となって行き詰まりかけていたが、この番組はそれを打ち破るものとして企画され、アニメ・ゲーム・2.5次元舞台の歌手をフィーチャーする構成としている。

### 現行のプレイリスト番組
- PLAYLIST（TBS、2018年 - ）[32]

毎月最終火曜日に放送。番組が作成したプレイリストを基に、次世代アーティストがライブを披露する。
なお、『ミュージックステーション』では2020年より「プレイリストチャレンジ」企画を行っている。

### 現行のオーディション番組
- #テレビ番組THE LAST PIECE ホームルーム（TBS、2025年7月 - ）

SKY-HIが、BE:FIRSTとMAZZELに続きプロデュースするボーイズグループのオーディション。

#### 現行のオーディション配信番組
- ラップスタア誕生!（AbemaTV、2017年 - ）

### 現行の視聴者参加型番組
- NHKのど自慢（NHK総合、1953年 - ） ※ラジオ放送は1946年 -

毎週日曜日の昼に放送され、週間視聴率の音楽番組部門で「NHK歌謡コンサート」とともに1位を取る週が多い。なお、ゲストは演歌歌手2組が原則となっている。
- 群馬テレビカラオケ大賞→ニューカラオケ大賞→カラオケチャンネル（群馬テレビ、1981年 - ）
- チバテレビカラオケ大賞21（チバテレビ、1982年 - ）
- うたの王様（とちぎテレビ）

#### 現行の視聴者参加型特別番組
- 青春アカペラ甲子園 全国ハモネプリーグ（フジテレビ、2001年 - ）

当初は『力の限りゴーゴゴー!!』内での放送だった。
- 全日本歌唱力選手権 歌唱王（日本テレビ、2013年 - ）

### 現行のものまね番組

#### 現行のものまね特別番組
- ものまね王座決定戦（フジテレビ、1973年 - 2000年・2012年 - ）
- 爆笑そっくりものまね紅白歌合戦スペシャル（フジテレビ、2000年 - ）

この番組は唯一、昭和の大ヒット歌手や現在の大人気歌手・今ブレイク中のお笑い芸人が総出演するため、お笑い番組と音楽番組の融合番組とも言える。
兄弟番組の『歌がうまい王座決定戦スペシャル』は弟番組である。

### 現行の海外放送番組

#### 現行の海外放送一般番組
- J-MELO（NHKワールドTV・BSプレミアム、2005年 - ）

以前はNHK総合でも放送していた。
- tiny desk concerts JAPAN（NHK総合・NHK WORLD JAPAN、2024年3月 - ）

 アメリカの公共放送NPR （National Public Radio）が制作している『tiny desk concerts』の日本版。2024年春にNHKがNPRよりライセンスを受けた。『小さな机のコンサート』というタイトル通り、アーティストはNHKオフィスの小さな机でパフォーマンスする。

### 現行のビデオクリップ番組
- ONGAX（チバテレビ、2010年 - ）

#### 現行のビデオクリップミニ番組
- V-CLiPS（テレビ埼玉）
- 洋楽BREAK・邦楽BREAK→WOWOW MUSIC BREAK（WOWOW）

音楽楽園から続くPVを放送する番組。約10年にわたり放送された「洋楽BREAK」と「邦楽BREAK」が合併しリニューアル。
- MUSIC FILE→GAKUON!（ABCテレビ、エー・ビー・シーメディアコム制作、1990年 - ）
- ミュージックブレイク（テレビ東京、テレビ東京ミュージック制作）
- BRAND NEW MUSIC（テレビ東京、2024年12月 - ）[59]
- Nウタ（NHK総合、2025年4月 - ）

#### フィラー番組（放送休止時間帯の音楽番組）
- JOCX-TVフィラー→SOUND WEATHER（フジテレビ、1994年 - ）
- オールナイトミュージック（テレビ東京、テレビ東京ミュージック制作、1995年 - ）
- Chill out Time（BS日テレ・142chサブチャンネル）
- SOUNDTRACK HIGHLIGHTS（BS日テレ・142chサブチャンネル）
- ハヤミミちゃん（BS日テレ・142chサブチャンネル）
- 名曲プレイバック（BS日テレ・142chサブチャンネル）

### 現行のその他の番組
- 音恵（NHK総合、2024年3月 - ）

サウンドデザイナーの清川進也が街中の音をサンプリングし、音楽を作る番組。

#### 現行のその他の特別番組
- 24時間テレビ 「愛は地球を救う」（日本テレビ、1978年 - ）

チャリティー番組であるが、番組の随所でアーティストによる歌が披露される。
- 18祭（NHK総合、2017年 - ）

年に一度放送。毎回1組のアーティストが新曲を書き下ろし、事前に募集した1,000人の18歳世代（17歳〜20歳）とパフォーマンスする。

## 過去の日本の音楽番組一覧

### 過去の歌謡番組
- ロッテ 歌のアルバム→ロッテ歌のアルバムNOW（TBS、1958年 - 1979年、1985年 - 1986年、1986年 - 1987年）

『一週間のご無沙汰です』…玉置宏の名司会で20年間に渡り親しまれた人気歌番組。ロッテの冠スポンサー番組。
- ザ・ヒットパレード（フジテレビ、1959年 - 1970年）

フジテレビ開局の1959年から1970年まで放送された音楽番組。渡辺プロダクションが制作し、ザ・ピーナッツをスターダムに押し上げたことでも有名。司会はミッキー・カーチス、長沢純、木の実ナナなど。
- ザ・リクエストショー（NETテレビ→テレビ朝日、1959年 - ?・1979年 - 1980年）

1959年のNET開局と同時に開始（モノクロ、終了時期不明）。また、第2期（カラー）は1979年から1年間放送された。
- 森永スパーク・ショー（フジテレビ、1962年 - 1963年）

タイトル通り森永製菓の一社提供による番組。この番組からスパーク3人娘がデビューした。
- 歌のグランド・ショー（NHK総合、1964年 - 1968年、1974年 - 1977年）

NHKの歌謡ショー番組の草分け。GSブーム絶頂期にザ・タイガースの出演がカットされた逸話は有名。
- TBS歌謡曲ベストテン（TBS、1965年 - 1967年）
- TBS歌のグランプリ（TBS、1967年 - 1971年）
- 今週のヒット速報→ゴールデン歌謡速報（フジテレビ、1967年 - 1975年）
- 夜のヒットスタジオ→夜のヒットスタジオDELUXE→夜のヒットスタジオSUPER（フジテレビ、1968年 - 1990年）

1968年 - 1990年まで22年間放送された看板歌番組。前期は歌謡バラエティ番組として、後期は演歌・ポップス・アイドルからロック・ニューミュージック・クラシック・ジャズに至るまでオールマイティーなゲストを擁し、フルコーラスを生演奏で披露させる本格嗜好の番組として長らく親しまれた。主な司会は、放送開始から第1000回まで司会を務めた芳村真理を筆頭に前田武彦、井上順、古舘伊知郎などが担当。1985年 - 1989年までは2時間番組（夜のヒットスタジオDELUXE）になった。一部の回を除き、フジテレビTWO→フジテレビONEで再放送していたが、2011年内で一旦終了し、当面の間、再放送を休止している。
- NTV紅白歌のベストテン（日本テレビ、1969年 - 1981年）

紅白歌合戦の民放版ともいうべき番組。「ウソ発見器」コーナーが人気を集めた。白組キャプテンは堺正章、紅組は水前寺清子・岡崎友紀ら6人がキャプテンを務めた。
- 歌うロマンスタジオ（フジテレビ、1970年 - 1971年）
- ステージ101（NHK総合、1970年 - 1974年）

NHKの若者向け音楽番組の先駆け的存在。毎週若手歌手が「ヤング101」として出演、ステージを繰り広げた。司会は関口宏、黒柳徹子ら。中村八大らが音楽監督を務めた。
- にっぽんの歌（NETテレビ、1971年 - 1979年）
- ベスト30歌謡曲（NETテレビ、1972年 - 1976年、1978年 - 1979年）
- ビッグショー（NHK総合、1974年 - 1979年）

毎回1組の歌手が出演。現在BS2「蔵出し劇場」およびCSチャンネル銀河にて放送中。
- トップスターショー・歌ある限り（TBS、1976年 - 1977年）
- ザ・ベストテン（TBS、1978年 - 1989年）

毎週10曲のランキングを生放送。黒柳徹子と久米宏の名司会コンビで親しまれた。“追いかけます、お出かけならばどこまでも”のキャッチフレーズを持ち、毎回各所から“追っかけマン”と称するアナウンサーによる中継があったのも有名。久米の後任は小西博之→松下賢次アナ→渡辺正行らが務めた。
- 歌謡ワイド速報!!（テレビ朝日、1979年）

『ベスト30』（第2期）を30分拡大してリニューアルした。
- サウンド・トリップ 夢の銀河鉄道（東京12チャンネル）
- ビッグベストテン（フジテレビ、1979年 - 1980年）
- ザ・トップテン（日本テレビ、1981年 - 1986年）

『NTV紅白歌のベストテン』とは打って変わり、正統派ランキング番組に生まれ変わった。堺正章と榊原郁恵が司会を務めた。渋谷公会堂からの生放送が売りだった。
- 夢のビッグスタジオ（テレビ朝日、1982年）

『ザ・ベストテン』直後の木曜22:00放送。司会は『ベストテン』で久米宏の代行司会経験の有るタモリと西田敏行だったが、西田がスケジュール多忙のためコーナー別撮りに変更され、タモリの相手役は当時局アナの古舘伊知郎に変更するも人気が低下し、やがて皇達也プロデューサーの降板と共にタモリ・古舘アナ・西田も降板して、8回で打ち切られる。
- 木曜ヒットショー（テレビ朝日、1982年）

先述の『夢のビッグスタジオ』の次番組。司会は土居まさるとあべ静江。
- 歌のグランドヒットショー（テレビ朝日、1982年 - 1983年）
- 歌のワイド90分!（日本テレビ、1982年 - 1986年）
- にっぽんの歌（テレビ東京、1982年 - 1989年）

演歌中心の番組で、サラリーマンや中高年齢層の人気が高かった。
- ザ・ベストヒット'83（テレビ朝日、1983年）
- ザ・サンデー -THE SUNDAY-（フジテレビ、1986年 - 1987年）
- 歌のトップテン（日本テレビ、1986年 - 1990年）

「ザ・トップテン」を引き継いだ番組で、開始当初は渋谷公会堂から生放送だったが、その後は日本テレビ麹町放送センターGスタジオからの非公開で最終回まで続いた。司会は徳光和夫・石野真子コンビだったが、1987年より島田紳助・和田アキ子のコンビに代わっている。
- Live TOMATO（TVK、ミューコム制作、1986年 - 1993年）
- ジャストポップアップ（NHK総合、1988年 - 1991年）

「ヤングスタジオ101」の後継番組であったが、1980年代半ばからのバンドブームを受け、アイドル中心の路線からロック、ポップス系アーティストのスタジオライブとトークを中心に構成。
- 音楽派トゥギャザー（TBS、1989年）

1989年10月からの3ヶ月間放送。黒柳徹子、高田純次の司会。
- ヒットパレード90's（フジテレビ、1990年 - 1991年）
- G-STAGE（フジテレビ、1991年 - 1992年）
- SOUND ARENA（フジテレビ、1992年）
- ポップジャム（NHK総合、1993年 - 2007年）

1993年から2007年まで14年間放送された番組。人気アーティストが毎回7、8組ほど出演。基本的にはNHKホールよりライブ形式で公開収録。司会は森口博子、爆笑問題、堂本光一、優香、西川貴教、安めぐみらが担当した（安はナビゲーター）。第1期（1993年）と第2期（1994年）、第9期（DX、2006年）は単発番組だった。
- 速報!歌の大辞テン（日本テレビ、1996年 - 2005年）

キーワードは『歌でつなごう、時代と時代』。過去のランキングと今週のランキングを同時に発表していた番組。司会は徳光和夫、飯島直子→中山エミリ。
- MUSIC JAPAN（NHK総合、2007年4月 - 2016年3月）

最新のJ-POPシーンを彩るアーティストが数組出演。ナビゲーターはPerfume。2014年以降は日曜深夜に放送。声優の水樹奈々がナレーター・新曲を披露している音楽番組であり、不定期企画としてアニメソング歌手を扱う企画も行っていた。
- FULL CHORUS 〜音楽は、フルコーラス〜（BSスカパー!、2015年3月 - 2019年6月）

出演アーティストが新曲や代表曲をフルコーラスで披露する音楽番組。毎週3組のアーティスト出演。司会はベッキー、ハマ・オカモト（OKAMOTO'S）。
- 水曜歌謡祭→ Love musicHD（フジテレビ、2015年4月 - 2023年9月）

『FNS歌謡祭』のスタッフが制作を手掛ける音楽番組。毎週2 - 3組のアーティストがライブ形式で歌唱。また歌唱アーティストとは別のゲストとのスタジオトークも行われる。2015年4 - 9月に『水曜歌謡祭』として放送された後、枠を移動しリニューアル・改題した。2017年4月期からは放送時間拡大の上、日曜24時台に枠移動となった。司会は『水曜歌謡祭』と同じく森高千里、渡部建（アンジャッシュ）。
- シブヤノオトHD（NHK総合、2016年4月 - 2022年3月）

月1回日曜日17時台に放送（番組編成上の都合で放送休止の月や土曜日に振り替える月もあり）。アイドルグループや若手アーティストを中心に4 - 6組が出演。2016年3月まで放送の「MUSIC JAPAN」の事実上の後継番組で、放送初年度は一部アーティストの歌唱シーンを除いて生放送だったが、2017年度からはトーク部分を含め全編事前収録となり、2021年度以降は再度生放送に戻っている。司会は川島明（麒麟）、土屋太鳳。

#### 過去の歌謡特別番組
- オールスター歌合戦（KRT（現TBS）1955年12月31日 20:50 - 23:15）

TBSテレビ開局初の年末音楽番組で、「丹頂チック」で知られる金鶴香水（現：マンダム）の一社提供。NHK紅白歌合戦（1955年は、21:15 - 23:00）とほぼ同時間に放送された。翌1956年は「オールスター丹頂歌合戦」というタイトルで、19:00 - 22:00の3時間番組に変更し、「紅白」と被る21:00以降は「隠し芸」にした。2010年11月25日放送の『知りたがり!』で紹介。
- オールスター大行進（KRT→TBS、1957年 - 1968年12月31日）

「オールスター（丹頂）歌合戦」の後継。当初は「丹頂歌合戦」同様、21:00までは歌謡ショー、「紅白」と被る21:00以降はバラエティにしたが、1961年以降は歌謡ショーのみの2時間番組とした。この後が「日本レコード大賞」中継となる。
- 日本歌謡大賞（日本テレビ・フジテレビ・テレビ朝日・テレビ東京、各年度ごとに持ち回りで担当。1970年 - 1993年）

放送音楽プロデューサー連盟（TBS・JNN・JRN系列以外の民放各社が加盟）主催。毎年11月に行われたが、1993年で終了した。
- 東京音楽祭（TBS、1972年 - 1990年・1992年）
- 日本テレビ音楽祭→日本テレビ音楽の祭典（日本テレビ、1975年 - 2000年）

「金の鳩賞」などの独特な名称がついた賞で親しまれていた。
- 日本有線大賞（TBS、1975年 - 2017年）

毎年12月中旬頃（2010年は11月18日・2012年は11月14日）に開催され、キャンシステムへのリクエスト数で受賞者を選ぶ音楽祭。会場は2003 - 2008年・2010年 - 2014年・2016年はTBS放送センタースタジオで開催（過去は1999年まで東京郵便貯金会館ホール（現・東京メルパルクホール）、2000年は東京ベイNKホール、2001・2002年は青山劇場、2009年は中野サンプラザ、2015年はグランドプリンスホテル新高輪国際館パミール 大宴会場「北辰」）。2017年をもってテレビ放送は終了したが、大賞自体は全国有線音楽放送協会によって引き続き開催される。
- メガロポリス歌謡祭（テレビ東京、毎年6月、1982年 - 1992年）
- 日本ゴールドディスク大賞（日本テレビ→NHK総合テレビ→NHK-BS2→WOWOW→BSスカパー!、1990年 - 2012年）

日本レコード協会主催。1986年に制定。1992年 - 2006年まで毎年3月にNHKホールで授賞式の模様を放送してきた。当初は総合テレビで生放送していたが、その後BS2へ移行し、総合テレビでは後日再編集版を録画放送していた。なお、2007年と2008年は授賞式をやめ受賞会見のみとなったため放送はなくなったが、2009年の授賞式はWOWOWで録画放送された。
- 家族で選ぶにっぽんの歌（NHK総合ほか、1994年 - 2014年）

毎年3月中旬に放送されていた。NHKホールにて公開録画。
- カウントダウンオールヒット（TBS、1996年 - 2002年）

CDTVの特番で、ヒット曲の数々をVTRで紹介するほか、アーティストを迎えてのトークとライブを展開。司会は恵俊彰、渡辺満里奈ほか。不定期特番。
- クリスマスの約束（TBS、2001年 - 2017年、2019年、2021年、2024年）

小田和正をメインとして、多数のアーティストが出演する。2024年をもって放送終了。
- HAPPY Xmas SHOW→ザ・プラチナチケット（日本テレビ系列、2003年 - 2009年）
- BS永遠の音楽大全集（NHK BSプレミアム、2005年 - 2010年）

不定期で放送されていた。NHKホールにて公開録画。アニメソング、ポピュラーソング、グループ・サウンズなど幅広く特集する。
- 今夜開催!夢の歌謡祭ミリオンアーティストライブ2007（日本テレビ、2007年3月24日）
- ミリオンヒットコンサート（日本テレビ、2010年9月15日）
- FNS音楽特別番組 上を向いて歩こう 〜うたでひとつになろう日本〜（フジテレビ、2011年3月27日）

フジテレビ系の東日本大震災のチャリティ音楽番組。タイトルの一部にある「ひとつになろう日本」は、当時FNSの東日本大震災の復興チャリティに対するスローガンである。出演者のギャラは全て日本赤十字社へ義援金として寄付された。この番組はFNSの枠を超えて、ニッポン放送を通じ東北の（テレビではJNNに加盟している）ラジオ局でも翌日未明・早朝（当日深夜）に録音放送された。司会は草彅剛（SMAP）、高島彩（フリーアナウンサー）。
- FNS歌謡祭 うたの夏まつり2011（フジテレビ、2011年8月6日）

『FNS歌謡祭』の番外編。過去のコラボレーションや昭和アイドル、『SMAP×SMAP』での共演による音楽コーナーなどの名場面を振り返った特別番組。司会は草彅剛（SMAP）、高島彩（フリーアナウンサー）。
- プレミア音楽祭2011夏〜頑張ろう!にっぽんの歌〜→木曜8時のコンサート〜夏祭りにっぽんの歌〜（2011年 - 2013年)

夏祭りにっぽんの歌の後継特別番組であり、演歌・歌謡曲以外の曲も扱うようになった。
- プレミア音楽祭（テレビ東京、2011年 - 2013年）
- とんねるずが生放送!音楽番組全部見せます!!-名曲で元気になろう-（フジテレビ、2012年3月21日）

とんねるず（石橋貴明・木梨憲武）が総合司会を務めた。
1997年にフジテレビがお台場に移転して15年を迎え、1997年 - 2012年のフジテレビの全音楽番組と名曲や、フジテレビの音楽番組でしか見られない伝説の共演100選を振り返った特別番組。また、出演アーティストによる生ライブも行われた。
- 震災から○年 "明日へ"コンサート（NHK総合[注釈 10]、2012年 - 2016年）
- FNS名曲の祭典 秘蔵映像で振り返る55年 -NO MUSIC, NO TV.-（フジテレビ、2013年11月2日）

『フジテレビ開局55周年記念特別番組』として放送され、フジテレビが開局した1959年から55年間の日本の音楽の歴史を、フジテレビの音楽番組に残る過去の貴重な映像とともに振り返った特別番組。また、出演アーティスト同士のトークも展開された。司会は草彅剛（SMAP）、加藤綾子アナウンサー。
- スカパー!音楽祭（BSスカパー!、2015年 - 2018年）

毎年2月又は3月に放送されている音楽特番。出演アーティスト同士のコラボレーション（共演）がメイン。司会はベッキー、ハマ・オカモト（OKAMOTO'S）（2017年時点）。放送時間は4時間30分。
- ミュージックステーションウルトラFES（テレビ朝日、2015年 - 2018年）

Mステの秋特番。毎年9月下旬に放送され、番組を各時代で支えてきたアーティストが総出演する番組。会場は通常放送と同じテレビ朝日本社第1スタジオで開催された。放送時間はおよそ10時間（2015年・2016年は9時間48分、2017年は10時間18分）。2019年以降は、毎年年末に放送されている『スーパーライブ』と統合された。2015年はMステの放送30年目記念として、2016年はMステの放送30周年記念として放送。
- CDTVスペシャル!ハロウィン音楽祭→ハロウィン音楽祭（TBS系列、2016年 - 2017年）

10月下旬に放送。ハロウィン仕様の衣装にコスプレしてヒット曲を披露したり、VTR企画や普段見られないスペシャル企画を展開する。2018年以降は放送されていない。
- FNSうたの春まつり→FNS歌謡祭 春（フジテレビ系列、2016年 - 2017年、2022年）

『FNS歌謡祭』の派生番組。3月下旬に放送された。『FNS歌謡祭』『FNSうたの夏まつり』とは異なり番組全体が収録で、過去のVTR企画や出演アーティストのロケ企画・出演アーティスト同士のトークがメインとなっている。出演アーティストのスタジオライブも行われた。2018年以降は放送されなかったが、2022年に『FNS歌謡祭 春』として放送された。
- シブヤノオト and more FES.HD（NHK総合、2017年 - 2020年）
- FNS歌謡祭 秋HD（フジテレビ、2021年）

『FNS歌謡祭』の秋特番。2021年のみ放送。
- ライブ・エールHD4K8K（NHK総合・BSプレミアム4K・BS8K、2020年 - 2024年）

『思い出のメロディー』の事実上の後番組。2023年までは8月放送だったが、2024年は『君の声が聴きたい』プロジェクトと連動し、初めてゴールデンウィークに放送された。
- 世界歌謡祭（フジテレビ）
- 全日本歌謡音楽祭（テレビ朝日）
- ヤング歌謡大賞・新人グランプリ（テレビ朝日、 - 1993年）

### 過去の一般向け番組
- サウンド・イン"S"（TBS、1974年 - 1981年）

SEIKOの1社提供番組。1970年代 - 1980年代初頭にかけて放送された。伊東ゆかり、松崎しげるらが出演。現在はCS放送TBSチャンネルで放送している。
- 夢の音楽舎（日本テレビ、1992年）
- TK MUSIC CLAMP（フジテレビ、1995年 - 1997年）

『HEY! - 』のスタッフが制作。水曜深夜に放送。小室哲哉→中居正広→華原朋美がMCを担当した。
- FAN→FUN（日本テレビ、1995年4月 - 2004年3月）

カネボウの1社提供番組だったが、カネボウの業績不振により2004年3月で終了（カネボウは現在クラシエホールディングスとなっている）。
- 青春のポップス（NHK総合、1998年4月 - 2002年3月）

西城秀樹をホスト役に、毎週多彩なジャンルの日本の実力派歌手らがゲスト出演し、1950年代から80年代までのいわゆる"古き良き時代"と言われていた時代の洋楽ポップスを歌った。また出演歌手らに加えて毎週大物芸能人1人をゲストに招きゲストの好きな曲について語ってもらう「青春の一曲」というコーナーもあった。アシスタント役として森口博子、西田ひかる、早見優が（交代で）抜擢された。
- 優香のMusic Premium（北海道文化放送、2000年 - 2001年）

優香がMCを務めた音楽情報番組で、一部FNS系列や独立U局でも放送（北部九州地区はTXN系列のTVQで放送）された。
- 桑田佳祐の音楽寅さん〜MUSIC TIGER〜（フジテレビ）（2000年10月 - 2001年3月・2009年4月 - 9月・2012年7月）

桑田佳祐とユースケ・サンタマリアが出演。他番組に比べバラエティ番組の要素が混じっているのが特徴。第1期は第1回から24回編成と決定しており、本当に24回で終了させた（本編は全24回だが、実際には"PLUS ONE"と題し25回目に総集編を放送した）。この後数度の特別番組をはさみ、2009年に第2期が放送された。
- BS青春のポップス（NHK-BS2・BShi、2003年 - 2005年）

青春のポップスの後継番組であり、原則月1回放送していた。
- 夢・音楽館→音楽・夢くらぶ（NHK総合、2003年 - 2006年）

前者は桃井かおり、後者は中村雅俊をホスト役に、大物ミュージシャンを迎えてトークやライブを行う。2006年3月で終了した。
- 音の葉（テレビ東京、2003年 - 2006年）
- 月曜組曲（TBS、2004年）
- 音遊人→みゅーじん（テレビ東京、2004年 - 2009年）
- 僕らの音楽（フジテレビ、2004年4月 - 2014年9月）

毎回1組のアーティストに焦点を当てる。オーケストラをバックにした演奏も魅力。当初は土曜日夜の放送で、初代インタビュアーは鳥越俊太郎だったが、2005年4月からは金曜日夜へ移動し、アーティストとゲストの対談方式に。ナレーターはSMAPの草彅剛が務めていた。2014年4月からはナレーターを務めていたSMAPの草彅剛がMCを務めて、「僕らの○○」と毎週1組のアーティスト・音楽プロデューサー、1つのジャンルにテーマを置き、そのテーマに縁のある1〜6組のアーティストとトーク方式に。ソニー→キリンの1社提供（末期は複数社提供）。
- ダブルミリオン（BS-i（現：BS-TBS）、2006年 - ?）
- Music Lovers（日本テレビ、2006年 - 2013年）

毎回1組のアーティストがライブを行う。赤坂泰彦が司会を務めた。
- THE M（日本テレビ、2008年4月 - 8月）

毎回大物アーティストがスタジオに登場、トークとライブを展開。またゲストのルーツを探る再現ドキュメントも紹介。MCは石井竜也、劇団ひとり、酒井法子。
- 音楽ば〜か（テレビ東京、2008年4月 - 2010年9月）
- ミューズの晩餐 My Song, My Life（テレビ東京、2008年 - 2011年）

2004年 - 2005年に放送された「ミューズの楽譜」の続編ともいうべき番組。毎回アーティスト1組を迎え、音楽にまつわる思い出などを紹介。する。出演は寺脇康文と川井郁子。ちなみに前作「楽譜」では川平慈英・川井のコンビだった。
- ザ・ミュージックアワー（TBS、2010年）

『うたばん』の後継で、司会は引き続き石橋貴明と中居正広が務めた。これまでの『うたばん』を発展解消させ、本格的な音楽番組を目指したが、わずか半年で終了した。
- Panasonic 3D Music Studio（BS朝日、2010年 - 2012年）

レギュラー番組として日本初となる3D放送番組。毎回1組のアーティストが出演。
- LIVE MONSTER（日本テレビ、2013年 - 2015年）

毎回1組のアーティストのスタジオライブを放送する。中村正人（DREAMS COME TRUE）が司会。日曜夜に放送。
- HOT WAVE（テレビ埼玉・三重テレビ・GYAO!、 - 2021年3月[62]）

#### 過去の一般向け特別番組
- SONGS＋PLUS（NHK総合、2022年）

『SONGS』のスピンオフ。番組のコンセプトは、「新たな時代を切り開く若手アーティストの世界を描くドキュメント」。

### 過去の音楽バラエティ番組
- シャボン玉プレゼント（ABCテレビ、1971年 - 1986年）

平日昼帯で放送された番組。司会は横山やすし・西川きよし。牛乳石鹸の一社提供（末期は牛乳石鹸筆頭の複数社提供）。当初はTBS系だったが、腸捻転解消により、1975年からテレビ朝日系で放送された。
- ヒット'76〜'79（日本テレビ、1976年4月 - 1979年3月）

日本テレビ音楽祭の協賛番組で、主に同音楽祭のノミネート&受賞歌手が歌を披露していた。また番組のメインは、1名の一般女性（稀に女性歌手）目指して、12名の一般男性が挑戦するコーナー。司会は海原千里・万里→レツゴー三匹→春やすこ・けいこ。
- ファンキートマト（TVK、1978年 - 1993年）
- 歌謡ドッキリ大放送（テレビ朝日、1980年 - 1986年）
- サザンの勝手にナイトあっ!う○こついてる（日本テレビ、1984年）

サザンオールスターズがメイン。サザンや三宅裕司によるコントもあった。
- 合言葉は音楽気分!（TBS、1985年 - 1986年）
- ハロー・ジャガー（チバテレビ、テレビ神奈川、テレビ埼玉、1985年 - ?・2005年・2010年・2016年）

人気ローカルタレント・JAGUARによる、自主制作・持ち込み・5分枠買い取りの関東ローカルミニ番組。
- CLUB紳助（ABCテレビ、1986年 - 1988年）

後述の洋楽専門番組「紳助のMTVクラブ」を衣替えした番組。詳細は本項を参照。
- 歌謡びんびんハウス（テレビ朝日、1986年 - 1994年）
- 華麗にAh!so（テレビ朝日、1988年 - 1995年）
- 歌のビッグファイト!（テレビ東京、1989年）
- 乾杯!トークそんぐ（毎日放送、深夜、1989年 - 2000年）

司会は野村啓司アナと中村美律子。毎回ゲストの歌手が出演し歌とトークで盛り上がった。主に関西地区で放送されたが、一部地域とCS放送のSVN（現GAORA）でも放送された。
- タモリの音楽は世界だ（テレビ東京、1990年 - 1994年・1995年 - 1996年）
- 夜も一生けんめい。→夜もヒッパレ一生けんめい→THE夜もヒッパレ（日本テレビ、1990年 -  2002年）

逸見政孝司会によるトークバラエティ番組としてスタートし、その後は『夜もヒッパレ』『夜も一生けんめい。』の2部構成を経て、『THE夜もヒッパレ』にリニューアル。最新のヒット曲を別の歌手、グラビアアイドル、お笑い芸人らが歌うという、カラオケパーティ感覚の番組だった。『 - ヒッパレ』の司会は三宅裕司・中山秀征・米倉涼子（末期）。進行は赤坂泰彦が務めた。
- まいど!音楽ラスベガス（テレビ朝日、1994年 - 	1995年）

タモリ司会。音楽をテーマにしたクイズ番組。
- HEY!HEY!HEY! MUSIC CHAMP（フジテレビ、1994年10月 - 2012年12月）

司会はダウンタウン（浜田雅功・松本人志）。毎週1組は「チャンプ」として登場。主にトークが中心。
- クイズ!歌うぞ音楽王（フジテレビ、1996年）
- ウッチャンナンチャンのウリナリ!!（日本テレビ、1996年 - 2002年）

お笑いコンビ・ウッチャンナンチャンの冠番組であるがポケビ・ブラビシリーズやウリナリ芸能人社交ダンス部、もてないブラザーズなど音楽色の強い企画が多かった。この番組で生まれたポケットビスケッツ及びブラックビスケッツは第49回NHK紅白歌合戦出場を果たした。
- うたばん（TBS、1996年10月 -2010年3月）

トーク主体の音楽バラエティ。司会は石橋貴明と中居正広。アーティスト以外にも、お笑いタレントが出演することも多い。2009年4月より日曜夜8時枠だったが、半年で火曜夜9時枠へ戻り、その後『ザ・ミュージックアワー』（後述）となるも、終了する。
- 新橋ミュージックホール（読売テレビ、1997年 - 1998年）

架空のミュージックホールを舞台に、ユースケ・サンタマリア、トータス松本、ビートたけしをメインに進行する形の音楽バラエティ。この番組からユニット「ぢ・大黒堂」がCDデビュー。深夜のZZZ枠で放送。
- saku saku morning call→saku saku（tvkほか、ミューコム制作協力、1997年 - 2017年）

元々はローカル放送だが全国各地に「サクサカー」なるファンも誕生させたほど根強い人気を誇る音楽バラエティ。これまではPUFFYや木村カエラ（前司会者）も出演していた。
- ロケットパンチ! MUSIC DELIVERY（フジテレビ、1998年 - 1999年）
- music-enta（テレビ朝日、2000年4月 - 2001年3月）

藤井隆・松田聖子（のちに工藤静香）・滝沢秀明が司会。次第にジャニーズJr.のバラエティ企画が中心となった。
- 期間限定!ピカピカ天王洲LIVE（テレビ東京、2000年10月 - 11月）

「MUSIX!」の前番組で、BSジャパン開局前月まで2ヶ月限定で放送された。司会は中澤裕子。
- MUSIX!（テレビ東京・BSジャパン、2000年12月 - 2003年3月）

BSジャパン開局と同時にスタート。司会はキャイ〜ンで、モーニング娘。のオーディションも扱った。
- Mの黙示録（テレビ朝日、深夜、2000年 - 2004年）
- 倫敦音楽館 Lon-mu（テレビ東京、2001年10月 - 2002年3月）

司会はロンドンブーツ1号2号・小室哲哉。ゲストは主にエイベックスのアーティスト。田村亮をソロデビューさせる企画があった。
- ayu ready?（フジテレビ、2003年4月 - 9月）

浜崎あゆみの冠番組。番組で海の家を開設したことで話題に。途中より北陽が加わる。
- 開運音楽堂（TBS、2003年 - 2023年）
- アリゾナの魔法（日本テレビ、2004年 - 2005年）
- 音箱登龍門（フジテレビ、深夜、2004年 - 2005年）
- BSふれあいホール（NHK-BS2、2004年4月 - 2006年3月）
- きよしとこの夜（NHK総合、2004年10月 - 2009年3月）

氷川きよしが司会の音楽バラエティ番組。毎回多彩なゲストを招き、トークや料理、歌などで構成していた。レギュラー出演者はグッチ裕三、ベッキーほか。
- 音楽戦士 MUSIC FIGHTER（日本テレビ、深夜、2004年10月 - 2010年3月）

青木さやかとキングコングが司会で、アーティストの素顔に迫るトークなどを展開する。
- ミンナのテレビ→歌笑HOTヒット10→ウタワラ（日本テレビ、2005年 - 2007年）

2005年4月にスタート、初期は生放送だったが途中から録画に。同年10月に水曜日から日曜日へ移行、タイトルも2度変更された。毎回歌とお笑いで盛り上がった。出演は和田アキ子、松本潤、松浦亜弥ほか。2007年1月28日で終了。
- 月光音楽団（TBS、深夜、2005年1月 -2010年3月）

出演はベッキー、安田美沙子、夏川純、山本梓。先述の「うたばん」にほぼ似通った内容を持つ番組で制作スタッフの一部が「うたばん」と共通している。
- 音流〜On Ryu〜（テレビ東京、テレビ東京ミュージック制作、2005年1月 - 2022年4月）
- オリエンタルラジオの黒い音楽館（フジテレビ、登龍門ニューカマーズ、2006年6月13日）
- カシアスRECORDS（登龍門ニューカマーズ）（フジテレビ、2006年6月20日）
- MusiG（読売テレビ、2006年4月 - 2007年9月）

山口智充が司会の音楽バラエティ。深夜枠で放送された。
- oh♪dolly25（テレビ朝日、2006年 - 2007年）

藤井隆が司会の音楽バラエティ。
- 笑うミュージックホール 島田紳助の初夢コラボ（関西テレビ、2007年1月2日）
- マチャミの名曲100選 心に残るこの一曲「あの時聴いた、歌ったのはこんな歌」（日本テレビ、2007年）

久本雅美が司会で、ゲストとともに思い出の名曲を振り返る。2007年2月の1ヶ月限定で放送された。
- 音リコ!（読売テレビ、深夜、2007年10月 - 2008年3月）

ココリコが司会の音楽バラエティ。毎回アーティスト2組がゲストとして登場。深夜枠で放送された。
- おもてなし音楽バラエティ むちゃ∞ブリ!（テレビ東京、2007年 - 2008年）

関ジャニ∞が司会の音楽バラエティー。毎回ゲスト1組とトークやゲームなどを展開。スポパラ（火曜日）枠で放送された。
- mashup!音王MUSIO（仙台放送、2007年 - 2009年）

桜塚やっくんと白鳥百合子が司会の音楽バラエティ。
- 全力!Tunes（日本テレビ、2008年4月 - 9月）

オリエンタルラジオとキングコングがMCを務める新感覚音楽バラエティ。日本マクドナルドの一社提供で、2008年4月から半年間放送された。
- MMM→音笑! MMM（読売テレビ、深夜、2008年4月 - 2009年3月）

ココリコ、矢吹春奈らがメインの音楽バラエティ。ゲストアーティストとのトークのほか、クイズ企画などもある。関西地区では音笑!ミックスジュース内で放送された。
- 誰も知らない泣ける歌（日本テレビ、2008年10月 - 2009年5月）

西田敏行と上田晋也（くりぃむしちゅー）が司会の音楽バラエティ。泣ける歌とその歌にまつわる感動秘話を紹介、ゲストがスタジオでライブを披露する。
- BS☆フジイ→続・BS☆フジイ（BSフジ、2008年 - 2010年）

藤井フミヤがメインを務め、ミュージシャンらが従業員として出演、ゲストを迎えトーク・ライブを行う番組。
- 音の素（読売テレビ、深夜、2009年 - 2011年）
- ハッピーMusic（日本テレビ、深夜、2010年4月 - 2013年3月）

ベッキーが司会を務める音楽情報バラエティー。
- 1番ソングSHOW（日本テレビ、2011年 - 2014年）
- 火曜曲!（TBS、2012年4月24日 - 2013年9月3日）

「トークとライブ中心の新しいスタイルの音楽ライブバラエティー」をコンセプトに行う番組で、かつての「うたばん」に近い。
- 大槻ケンヂの日本のほほん化計画（TwellV、2013年 - 2015年）

大槻ケンヂ（筋肉少女帯）がゲストと一緒に、ゲストゆかりの地を散策&ライブを行う番組。
- ミュージックドラゴン（日本テレビ、深夜、2013年4月 - 2015年3月）

タカアンドトシが司会を務める音楽情報バラエティー。
- キャラオケ18番（日本テレビ系列、2015年）
- NAOMIの部屋（NHK総合、2016年 - 2018年）

『シブヤノオト』の姉妹番組。渡辺直美の冠番組。
- バナナ♪ゼロミュージック（NHK総合テレビ、2016年 - 2018年）

バナナマンの冠番組。
- MUSIC BLOOD（日本テレビ、2021年4月 - 2022年9月）[32]
- ON THE STREET（ABC、2021年7月 - 2021年10月）
- AX MUSIC-FACTORY → AX MUSIC-TV（日本テレビ、 - 2004年）
- MUSIC CLIQUE→Music Chat→オンガクのDNA→オンガク開放区→キマグレンのオンガク開放区→吉田山田のオンガク開放区→吉田山田のドレミファイル♪（tvk、- 2020年）

#### 過去の音楽バラエティ特別番組
- クイズ・ドレミファドン!（フジテレビ、1976年 - 1988年）

渡辺プロの制作による音楽番組を兼ねているクイズ番組で、レギュラー放送時代は高島忠夫が司会を務めていた。当時は基本的に関東ローカルだったが、一部地域でもネットされていた。レギュラー終了後、暫く毎年年始編成期の昼枠に特番として放送されていたが、2014年以降は年2回程度（3月中旬頃と11月中旬頃）ゴールデンタイムでの放送となる。特番の司会は中山秀征。
- 歌がうまい王座決定戦スペシャル（フジテレビ、2005年 - 2013年・2015年 - 2016年）

芸能人専門のカラオケ番組。一般参加者専門のカラオケ番組は『NHKのど自慢』にあたる。
兄弟番組の『爆笑そっくりものまね紅白歌合戦スペシャル』は兄番組である。
- おげんさんといっしょ（NHK総合、2017年 - 2022年）

星野源の冠番組。2022年・2023年はスピンオフの『おげんさんのサブスク堂』が放送され、2024年以降は同番組がレギュラー放送されている。
- 天下一音楽祭～心を震わす快感音楽の祭典～（日本テレビ、2020年）

#### 過去の音楽バラエティ配信番組
- 音楽番組を板尾創路（GyaO、2007年 - 2008年）

板尾創路がゲストを迎えトークをする番組。毎週水曜12:15に生放送（インターネットテレビ）。MIDTOWN TVの水曜日として放送している。
- BPM 〜BEST PEOPLE's MUSIC〜（AbemaTV、2016年10月 - 2020年6月）配信番組

#### 過去の長時間特別番組
- FNSの日（フジテレビ）

長時間特別バラエティ番組だが、音楽要素の多い年もある。
- - 疾風怒涛!FNSの日スーパースペシャルXI真夏の27時間ぶっ通しカーニバル 〜REBORN〜

総合司会はダウンタウンが担当。ダウンタウンが司会を務める『HEY!HEY!HEY! MUSIC CHAMP』を主体としたコーナーを番組の随所で行われて、大勢のアーティストが出演して音楽要素の多い番組となった。
- - 武器はテレビ。 SMAP×FNS 27時間テレビ

総合司会はSMAPが担当。番組の終盤で約1時間によるSMAPのライブ企画が行われた。
- のどじまんTHEワールド!（日本テレビ、2011年 - 2019年）

『NHKのど自慢』の外国人版。歌う曲もJ-POPや演歌に限定される。司会は中居正広（SMAP）と西尾由佳里。
- 東野・加藤この歌が聴きたいベストテン（日本テレビ、2018年 - 2019年）

### 過去の音楽情報番組
- 突然バラエティー速報!!COUNT DOWN100（TBS、1992年 - 1993年）

土曜20時から放送していたCOUNT DOWN TVの前身番組。
- MJ -MUSIC JOURNAL-（フジテレビ、1992年 - 1994年）
- 音楽ニュースHO（テレビ朝日、1993年 - 1996年）
- COUNT DOWN TV → CDTVサタデー（TBS、深夜、1993年4月 - 2021年3月）

毎週最新のJ-POPランキングと、テーマ別ランキング、最新シングル・アルバム情報、ゲストアーティストのミニライブを発信。独特のCGキャラクターで人気。2020年4月11日放送回より『CDTVサタデー』に改称・リニューアルされた。
- J-ROCK ARTIST COUNT DOWN 50→J-ROCK ARTIST BEST50→J-ROCK ARTIST TOP30（KBS京都、1994年 - 1999年）
- AXEL（テレビ朝日、1994年 - 2001年）
- 金曜玉手箱→金之玉手箱（ABCテレビ、1995年 - 1998年）

司会：中山秀征、篠原涼子、なぎら健壱。「金曜 - 」は関西ローカル（収録は東京）だったが、「金之 - 」はテレビ朝日ほかでも放送された）
- BOOMs→メッチャE!→CD NEWS→MU-GEN→MUSIC FOCUS（千葉テレビ放送、1996年 - 2012年）

BOOMsはリクエストランキング（TOP20）、各種特集などの30分番組。 CGキャラとナレーションによる進行だったが、途中からナビゲーター役の女性とナレーションの進行に変わった（1990年代後期 - 2000年ごろ）。
- JAPAN COUNTDOWN（テレビ東京・テレビ大阪ほか、1996年10月 - 2020年9月）

渋谷陽一プロデュースの音楽情報番組。最新のJ-POPランキングと新譜情報、ゲストインタビューからなる。2011年10月にテレビ東京からテレビ大阪へと制作局移管。
- 五十嵐音蔵（毎日放送、1997年-1998年）
- MUSIC HAMMER → Music Museum（フジテレビ、1998年 - 2001年）
- サンデーヤングミュージック BEAT MOTION（NHK-BS2・NHK-BShi、2000年 - 2006年）
- LF+Rモーニング YOUNG LIVE JAPAN（BSフジ・フジテレビ721、2000年 - 2001年）
  - ヤングライブニッポンLF+RミュージックTV（BSフジ・フジテレビ721、2001年-2002年）
  - LF+RランキングTV カウントダウンニッポン（BSフジ、2002年 - 2003年）
- SHOWBIZ COUNTDOWN（テレビ愛知、2001年 - 2011年）

世界のエンターテイメント最新情報を届ける。音楽情報ではビルボードのTOP40を紹介。
- THE STREET FIGHTERS（テレビ朝日、2002年 - 2011年）

全国のストリートミュージシャンを紹介・応援する番組。
- 69★TRIBE ロック族（フジテレビ、2005年 - 2006年）
- MUSIC JAPAN（岩手めんこいテレビ、2005年 - 2006年）

テラモバイルほかが製作し、全国各地で放送した音楽情報番組。2007年 - 2016年までNHKで放送していた同名番組とは無関係。
- 雷鼓動画（北海道文化放送、2005年 - 2007年）
- What's New?+Cute（札幌テレビ、2005年 - 2012年）
- 魁!音楽番付→魁!音楽番付〜Vegas〜（フジテレビ、2005年 - 2015年）
- music holic（岩手めんこいテレビ・テラモバイル製作、music.jp提供、2006年 - 2007年）
- 全米TOP30（テラモバイルほか制作で、主に日本テレビ系列で放送した、2006年 - 2007年）
- なまおん（札幌テレビ、2006年 - 2008年）
- ウエンズデー J-POP（NHK-BS2、2006年 - 2011年）
- Break Point!（岩手めんこいテレビほか、2007年 - 2009年）
- ミュージャック（関西テレビ、2007年 - 2018年）

中島ヒロトと杉本有美のMCによる音楽情報バラエティ。以前はBSフジでも放送された。
- レコ☆Hits!（日本テレビ、深夜、2009年 - 2012年）
- 音楽の時間 〜MUSIC HOUR〜（フジテレビ、2015年1月 - 3月）

ニュース番組風の音楽番組。最新の音楽情報をダイジェストで伝える。司会は西内まりや、福井慶仁アナウンサー。
- ミュージックスコップ（RKB毎日放送、2017年 - 2018年）
- SOUND SUPER CITY（テレビ埼玉）
  - SSC MUSIC GARAGE（テレビ埼玉）
- bE it → M'zip（千葉テレビ放送、 - 2003年）
- Who's → chat@R&B → パラダイスカフェ → comes alive（北海道文化放送）
- 音!故知新（札幌テレビ）
- テレジオ（千葉テレビ放送、 - 2005年）
- まる音 SUPER DX（テレビ北海道、 - 2007年）
- 音楽と髭（新潟テレビ21、 - 2008年）
- 音時間 ON TIME（テレビ東京）
- マニアマニエラ（テレビ西日本、- 2020年）

### 過去の音楽史番組
- SONG TO SOUL（BS-TBS、2007年 - 2020年）
- 歌のゴールデンヒット（TBS、2017年2月 - 2020年10月）

2017年より放送開始し、年2回程度放送。毎回音楽に関する1つのテーマ（例「オリコン年間1位の50年」「歌姫のCD・レコード総売り上げランキング100」など）を設定し、テーマに合致した楽曲をTBS系歴代音楽番組の貴重映像などで紹介する。またスタジオにはパネラー数組を招いてのイントロクイズ企画や、歌手ゲストによるヒット曲の披露等もある。司会は堺正章、宮迫博之（雨上がり決死隊）など。
- ザ・カセットテープ・ミュージック（BS12 トゥエルビ、2017年10月 - 2021年9月）

#### 過去の音楽史特別番組
- 日テレ系音楽の祭典 Premium MusicHD（日本テレビ、2020年 - 2023年）

『ベストアーティスト』『THE MUSIC DAY』に続く日テレ系大型音楽特別番組の第3弾で、「今、一番聴きたい曲がここにある。」「あなたを今へ、昔へ、連れていきます。」をテーマに、時代を超えて残したい名曲「Premium Music」を「〇〇ヒストリー」という形で日本テレビの秘蔵映像と生歌唱により披露された。
- 昭和平成令和 日本人を支えた80年80曲（日本テレビ、2025年）

戦後80年の2025年、1945年から2025年までの80年間を象徴する80曲を、アーカイブ映像やスタジオでの生歌唱とともに届けた。

### 過去のアイドルソング番組
- レッツゴーヤング（NHK総合、1974年 - 1986年）

毎週人気アイドルが出演。サンデーズがバックダンサーとして出演していた。司会は鈴木ヒロミツ、都倉俊一、太川陽介、石川ひとみらが務めた。BS2『蔵出し劇場』でも放送しているほか、CS第一興商スターカラオケでも放送中。
- 時間だヨ!アイドル登場（日本テレビ、1974年4月 - 1979年3月）

人気アイドル歌手が登場し、歌を披露する一方、コントやゲームを行う番組。レギュラーはフィンガー5→ずうとるび。
- ヤンヤン歌うスタジオ（テレビ東京、1977年 - 1987年）

人気アイドルが大挙出演し、歌のほか、コントにも挑戦した。司会はあのねのね。
- ヤングスタジオ101（NHK総合、1986年 - 1988年）

「レッツゴーヤング」の後継番組。司会は第1期が天宮良と小倉久寛、第2期はMALTAがそれぞれ担当。MALTA司会時代はアイドルが月代わりでアシスタントを務めた。
- 歌え!アイドルどーむ（テレビ東京、1987年 - 1988年）
- アイドルオンステージ（NHK-BS2、1993年 - 1997年）
- ミュージック・ジャンプ（NHK-BS2、1997年 - 2000年）

アイドルオンステージの後継番組。
- やったるJ（テレビ朝日、1999年 - 2000年）

ジャニーズ番組。バラエティ番組だが、「嵐の歌のコーナー」が存在した。
- ザ少年倶楽部→ニュージェネ!（NHK-BS2→NHK BSプレミアム→NHK BS・BSプレミアム4K、2000年4月 - 2024年3月）

司会はニューヨーク、河合郁人、浅田春奈アナウンサー。2024年1月に番組名を変更。『ザ少年倶楽部』時代は、ジャニーズJr.を中心としたジャニーズ事務所所属の男性アイドルのみが出演しており、2023年時点ではなにわ男子、Travis Japanなどがレギュラー出演していた。『ニュージェネ!』では、性別や所属事務所に拘らず「未来のスターを夢見る次世代（ニュー・ジェネレーション）」が出演した。
- アイドル魂なだれ坂ロック!（BSテレ東、テレビ東京ミュージック制作、2016年 - 2020年）

不定期放送。元々はテレビ東京の単発放送だった。
- この指と〜まれ!（フジテレビ、2017年 - 2020年）

指原莉乃の冠番組であるが、他のアイドルがゲストとして出演する。
- ねる、取材行ってきます〜TOKYO アイドルタイムズ〜（フジテレビ、2021年 - 2023年）

不定期放送。長濱ねるの冠番組。
- K-POP HOUSE（フジテレビ、2023年10月 - 2024年9月）

上地雄輔と福田沙紀の冠番組。K-POPの最新情報を紹介するほか、毎回ゲストとしてK-POPアーティストが登場する。
- JOYNT POPS（NHK BSプレミアム4K・BS、2024年10月 - 2025年3月）

藤本美貴の冠番組。

#### 過去のアイドルソング冠番組・レギュラー番組
- フォーリーブス
  - 歌え!ヤンヤン!（テレビ東京、1972年4月 - 1975年3月）

フォーリーブスがメインのアイドルバラエティ。
- シブがき隊
  - レッツGOアイドル（テレビ東京、1982年 - 1986年）

シブがき隊がメインのアイドルバラエティ。アイドルベストテン（基番組はザ・ヤングベストテン）などのコーナーがあった。
- 桜っ子クラブ
  - 桜っ子クラブ（テレビ朝日、1991年 - 1994年）
- SMAP
  - SMAP×SMAP（関西テレビ・フジテレビ、1996年4月 - 2016年12月）

通常は一般バラエティ番組として扱われるが、SMAPが大物ゲストとともにセッションライブを行うコーナー「S-Live」があった（音楽パートには音楽ディレクターが別に担当している）。
- KinKi Kids
  - LOVE LOVEあいしてる（フジテレビ、1996年10月 - 2001年3月・2017年7月21日・2022年7月21日）

KinKi Kidsの司会で、吉田拓郎、篠原ともえがレギュラー出演。後継番組の「堂本兄弟」→「新堂本兄弟」へとつながっていく。特番として、2017年に『16年ぶりの復活SP』が、2022年に『最終回・吉田拓郎卒業SP』が放送された。
- ハロー!プロジェクト
  - ハロー!モーニング。（テレビ東京、2000年4月 - 2007年3月）
  - ハロモニ@（テレビ東京、2007年4月 - 2008年9月）
  - The Girls Live（テレビ東京、2014年1月 - 2019年3月）※後番組のAI・DOLプロジェクトは教養バラエティ。
- King & Prince
  - ザ少年倶楽部プレミアム→プレミセ！（NHK-BS2→NHK BSプレミアム→NHK BS・BSプレミアム4K、2006年4月 - 2024年3月）

不定期放送。King & Princeと岡田圭右（ますだおかだ）の冠番組。King & Princeは5代目司会で、2023年度のみ務めた。過去には国分太一、KAT-TUN、NEWS、Kis-My-Ft2が司会を務めた。2023年11月に番組名を変更。『ザ少年倶楽部プレミアム』時代は、毎回ゲストとしてジャニーズ事務所所属のアーティストが出演していた。『プレミセ!』では、「プレミアムなものをお見せする！」をコンセプトに、第一線で活躍する人気アイドル・グループ・アーティストをゲストに招くほか、料理・生活の一流プロに学ぶコーナーや、日本全国へ飛び出すロケ企画が行われた。
- Hey! Say! JUMP
  - Hi! Hey! Say!（テレビ東京、2007年 - 2009年）

後番組の週末YY JUMPingはバラエティ番組。
- AKB48グループ
  - AKBINGO!（日本テレビ、2008年10月 - 2019年9月）
  - AKB48 SHOW!（NHK BSプレミアム、2013年10月 - 2019年3月）
- 嵐
  - 嵐にしやがれ（日本テレビ、2010年4月 - 2020年12月）

バラエティ番組だが、「嵐LIVE」という音楽コーナーがあった。
- EXILE
  - EXILE魂（MBS・TBS、2011年6月 - 2012年9月）

前身のEXH〜EXILE HOUSE〜はバラエティ番組。
- - EX-LOUNGE（TBS、2012年11月 - 2013年3月）
- 乃木坂46
  - 乃木坂って、どこ?（テレビ愛知・テレビ東京、2011年10月 - 2015年4月）
  - NOGIBINGO!（日本テレビ、2013年7月 - 2018年12月）
  - 乃木坂46 SHOW!（NHK BSプレミアム、2014年3月 - 2019年3月）
  - 乃木坂スター誕生！→乃木坂スター誕生！2（日本テレビ、2021年5月 - 2022年3月）

4期生が「昭和歌謡」「平成の名曲」をカバーする番組。司会はぺこぱ。
- - 新・乃木坂スター誕生！（日本テレビ、2022年4月 - 2023年2月）

5期生が「昭和歌謡」「平成の名曲」をカバーする番組。司会はオズワルド。
- - 超・乃木坂スター誕生!（日本テレビ、2023年4月 - 2024年2月、2024年4月 - 2025年3月）

5期生が昭和・平成の名曲をカバーするほか、本格的なコントにも挑戦する。
- E-girls、Dream、Happiness、Flower
  - あけるなキケン（TBS、2014年10月 - 2015年9月）
  - EG-style（フジテレビ、2015年10月 - 2016年3月）
- 欅坂46
  - KEYABINGO!（日本テレビ、2016年7月 - 2018年6月）
  - 欅坂46 SHOW!（NHK BSプレミアム、2016年12月 - 2019年3月）
- ラストアイドル
  - ラストアイドル→ラストアイドル 〜ラスアイ、よろしく！〜（テレビ朝日、2017年8月 - 2022年3月）
- 林愛夏（ベイビーレイズJAPAN）
  - 林愛夏の音楽準備室 （FRESH!、2017年10月 - 2017年12月）
  - 林愛夏の音楽準備室2（FRESH!、2018年1月 - 2018年3月）
  - 林愛夏のうにょうにょルーム（FRESH!、2018年4月 - 2019年）
- ザ・コインロッカーズ
  - ロッカーに何、入れる?（TOKYO MX、2019年4月 - 2020年3月）
- 日向坂46
  - 日向坂ミュージックパレード（日本テレビ、2024年5月 - 2025年2月）
- INI
  - INITIME MUSIC（日本テレビ、2024年11月 - 2025年3月）

#### 過去のアイドルソング特別番組
- ジャニーズカウントダウンライブ（1998年 - 2013年、2015年 - 2022年）

ジャニーズ事務所所属のアーティストが年越し恒例として東京ドームから生中継で行っていたイベント。各グループの歴代の名曲を披露する「ヒットソングメドレー」、本来の持ち歌を他のグループと交代して披露する「グループチェンジメドレー」、異なるグループからそれぞれ1人ずつが共演してヒット曲を披露する「夢の2ショット」、各グループのメンバーをシャッフルしたスペシャルユニットで楽曲を披露する「シャッフルメドレー」など、他の番組では見られない企画が放送された。2014年は放送されず、2023年以降は開催自体が見送られている。
- アイドル水泳大会（各局で類似番組多数）

音楽番組と若干趣が異なるが、音楽番組のスペシャル番組扱いで放映され、出演者の殆どが歌手だった番組も多数存在した。詳細は番組名のリンクを参照。

### 過去の子供向け・童謡番組
- おはよう!こどもショー（日本テレビ、1965年 - 1979年）

「こどものどじまん」が行われていた。
- ママとあそぼう!ピンポンパン→うたであそぼうピンポンパン（フジテレビ→BSフジ、1966年 - 1982年・2000年 - 2002年）
- ひらけ!ポンキッキ（フジテレビ、1973年 - 1993年）
- ムジカ・ピッコリーノ（NHK教育、2012年 - 2023年）
- ファンファンキティ!（テレビ東京、2020年4月 - 2022年3月）

#### 過去の子供向け・童謡特別番組
- こどもの日・うたのフェスティバル（NHK総合、1983年）

NHKテレビ開局30周年記念として放送された。この番組では創作童謡の『こどものうたコンクール』が行われ、「馬のシッポ ぶたのシッポ」や「夢みる子ねこ」が選ばれた。この企画は創作童謡ブームのきっかけとなった。

### 過去のクラシック番組
- 芸術劇場→NHK劇場→芸術劇場（NHK教育、1959年 - 2011年）

毎月第1・第3金曜日のみ
- オーケストラがやって来た（TBS、1972年 - 1983年）
- N響アワー（NHK教育、1980年 - 2012年）

NHK交響楽団のクラシックコンサートを毎週放送。司会は池辺晋一郎。
- オリジナルコンサート（テレビ朝日、1987年 - 1998年）
- クラシック・ロイヤルシート（NHK-BS2、1994年 - 2010年）
- 毎日モーツァルト（NHK-BS2・NHK-BShi、2006年）

2006年、モーツァルト生誕250年を記念して1年間にわたって放送された番組。1日15分、モーツァルトの名曲を1曲紹介していた。案内役は山本耕史。現在はCS放送LaLa TVで放送されている。
- ぴあのピア（NHK-BS2・NHK-BShi、2007年）

ピアノの魅力を紹介していた番組。案内役は宮崎あおい。
- クラシックミステリー 名曲探偵アマデウス（NHK-BS2・NHK-BShi、2008年 - 2012年）
- サテライトクラシック（スカイ・A sports+）

#### 過去のクラシックミニ番組
- 100年の音楽（テレビ東京・BSテレ東、2011年 - 2021年、大和ハウス工業提供）

### 過去の吹奏楽番組
- 響け!みんなの吹奏楽（NHK-BS2・NHK-BShi、2006年4月 - 2009年2月）

日本全国のアマチュア吹奏楽団を毎回1組紹介し、プロミュージシャンとセッションを行う。年1回「スペシャルビッグバンド」によるコンサートを特番として放送。

### 過去のフォーク・ロック・ポップス系番組
- ビート・ポップス（フジテレビ、1965年）

司会は大橋巨泉。森永製菓の一社提供。毎回今週の洋楽ヒットチャートの曲のレコード音源を流しながらスタジオのダンサーたちが踊る。
- フォークソング合戦（フジテレビ系、1966年）
- リブ・ヤング!（フジテレビ、1972年 - 1975年）
- ニューミュージックスペシャル（フジテレビ）
- サウンド・シティ'77（フジテレビ、1977年）
- コッキーポップ（日本テレビ、1977年 - 1982年）

ヤマハポピュラーコンテスト（通称ポプコン）と連動した番組。司会は大石吾朗。
- ジャムジャム'80〜'81（テレビ朝日、1980年 - 1981年）
- Merry X'mas Show（日本テレビ、1986年 - 1987年）
- ヒットスタジオR&N（フジテレビ、1989年10月 - 1990年9月）

『夜のヒットスタジオ』の派生番組で、ポップス・ロック系専門。司会は古舘伊知郎+GWINKO→バブルガム・ブラザーズ+戸川純。2008年にCSフジテレビ721で再放送された。
- メガロックショー（NHK総合、1991年 - 1992年）
- ROCK SHOW（フジテレビ、深夜、1991年4月 - 1992年）
- サンデーヤングミュージック ミュージック・エクスプレス（NHK-BS2、2006年4月 - 2007年3月）

ポップジャム末期に兄弟番組として1年間、全8回放送された。司会は高山哲哉アナと河辺千恵子。
- どぅんつくぱ〜音楽の時間〜（フジテレビ、2014年10月 - 2015年3月）

番組の内容は子供番組仕立てで、子役がMCを務めている。MCは「王子様」「お姫様」「世話役お姉さん」の名称を付けている他、多数の着ぐるみ・人形キャラクターが登場し、歌のコーナーでは歌詞テロップの漢字にふりがなを振ってあるなど、「子供のような心で純粋に音を楽しむ」をコンセプトとしている音楽番組。
- 熱唱!昭和フォーク（BS朝日、2015年 - 2018年）
- みんなとオマエラの歌（フジテレビ→フジテレビオンデマンド、2016年11月- 2019年3月）

どぅんつくぱからの派生番組。
- ヤング・インパルス（テレビ神奈川）
- ザ・フォークソング〜青春のうた〜（BSプレミアム、- 2018年）

#### 過去のフォーク・ロック・ポップス系配信番組
- WEEKEND BOMB（AbemaTV、2019年）

ヒップホップに特化した生配信番組。

### 過去の洋楽専門番組
- SONY MUSIC TV（テレビ神奈川、1983年 - 1994年）
- 丸井サウンドロフト（フジテレビ、1984年 - 1987年）
- 紳助のMTV倶楽部（ABCテレビ、1986年 - 1988年）- 毎週1組トークゲストを招いて、紳助とゲストのトークの合間に洋楽のPVを流す。後に、上述のトークバラエティ系音楽番組「CLUB紳助」に衣替えした。
- ヒットスタジオINTERNATIONAL（フジテレビ、1989年 - 1990年）
- BEAT UK（フジテレビ、1990年 - 2004年）
- ROCK FUJIYAMA（テレビ東京、2006年 - 2007年）
- Pops In Picture（KBS京都）
- POPベティハウス（サンテレビ）
- テレジオセブン（千葉テレビ）
- TOKIOロックTV（テレビ東京、 - 1987年）
- P-KISS→ポップ・テン!（TBS）
- スーパーポップTV（日本テレビ）
- （株）洋楽（BSフジ、フジテレビTWO）

### 過去のダンス番組
- Eダンスアカデミー（NHK教育、2013年4月 - 2022年3月）

EXILE ÜSAとEXILE TETSUYA、小森隼（GENERATIONS）が講師を務める、ダンスをテーマにした教育番組。
- Travis Japanのダンスだぜ!（中京テレビ、2023年10月 - 2024年3月）

Travis Japanが日本全国の高校ダンス部を訪れ、若きパフォーマーとダンスで交流する。
- R4 STREET DANCE（フジテレビ、2024年7月 - 2025年3月）[74]

#### 過去のダンス特別番組
- ダンス-1グランプリ（テレビ朝日、2018年10月13日）[75]
- 中居正広のダンスな会（テレビ朝日、2022年1月29日）[76]
- その道のプロが選ぶ本当のNo.1 プロフェッショナルランキング（TBS、2024年10月7日）

プロダンサーと振付師300人の投票により、芸能界で最も凄いNo.1ダンサーを決定する。
- ダンス最強チームバトル ダンバト（日本テレビ、2024年11月24日）[78]

### 過去の演歌・歌謡曲番組
- 演歌の花道（テレビ東京、1978年 - 2000年）

大正製薬1社提供の演歌専門番組として、20年余りにわたって親しまれた。
- NHK歌謡ホール→NHK歌謡ステージ→歌謡パレード→歌謡リクエストショー→NHKヒットステージ→NHK歌謡コンサート（NHK総合、1981年 - 2016年）

演歌歌手が多数出演。司会は主にNHKアナウンサー（生方恵一、山川静夫、葛西聖司、徳田章、阿部渉ほか）だが、『ヒットステージ』ではMi-Keも司会に参加した。
演歌・歌謡曲を中心に放送されており、サラリーマン・中高年齢層の人気が高く、週間視聴率の音楽番組部門で「NHKのど自慢」とともに1位を取る週が多い。NHKホールからの生放送が基本だが、名場面集が放送される週や地方からの生放送になる週もある。また、夏休みや冬休み期間は放送されない週もある。歴代司会は堺正章、宮本隆治アナ（当時）、阿部渉アナほか。2013年4月以降の司会者は高山哲哉アナウンサー。
- ENKA TV（テレビ朝日、1987年 - 1994年）
- ヒットスタジオ演歌（フジテレビ、1988年 - 1990年）

「夜のヒットスタジオ」の派生番組で、演歌のみを扱った。司会は堀内孝雄。
- 演歌百撰（BS11ほか、1993年 - 2018年）※以降はラジオ番組となった。

2010年まではサンテレビほかで放送されていた。
- サブちゃんと歌仲間（テレビ東京系列→BSテレ東・BSテレ東4K、1996年4月 - 2023年3月）[32]

北島三郎の冠番組。
- 徳光&コロッケの“名曲の時間です”（テレビ東京、2005年 - 2006年）
- 八代亜紀いい歌いい話（BS11、2019年 - 2024年）[32]
- 歌のアリーナ（テレビ大阪）

月1回、火曜日午前の時間帯に放送。雑誌「月刊歌謡アリーナ」と連動。
- 演歌流行歌→演歌・はやり歌（UHF系、 - 2010年）

#### 過去の演歌・歌謡曲特別番組
- 帰ってきた昭和の名曲（テレビ朝日）
- 思い出のメロディー（総合テレビほか、1969年 - 2019年）

毎年8月に放送される、ナツメロを中心の番組。「夏の紅白」とも呼ばれている。2020年は当番組の代わりに『ライブ・エール 〜今こそ音楽でエールを〜』が放送された。
- 夏祭りにっぽんの歌（1970年 - 2010年）

毎年7月第1金曜日に放送されていた。後継番組は「プレミア音楽祭2011夏〜頑張ろう!にっぽんの歌〜」。
- 歌謡チャリティーコンサート（NHK総合テレビ、1990年 - 2017年）

2017年8月18日、NHKが同年秋の放送を最後に当番組を終了することを検討していると報じられ、その後明確な発表はないものの、2018年以降は制作・放送されていない。
- 昭和歌謡大全集（テレビ東京、1992年 - 2007年）
- にっぽんの歌#年忘れにっぽんの歌（テレビ東京、1998年 - 2007年・2009年 - 2014年）

毎年大晦日に放送していた。
- 木曜8時のコンサート〜名曲!にっぽんの歌〜→金曜7時のコンサート〜名曲!にっぽんの歌〜（テレビ東京、2011年10月 - 2016年9月）

演歌・歌謡曲を中心した選曲で、首都圏の各ホールから公開収録（相模女子大学グリーンホールが比較的多い）していた。司会は宮本隆治、松丸友紀アナ。
- 秋祭りにっぽんの歌（テレビ東京、2016年）
- 春祭りにっぽんの歌（テレビ東京、2017年）
- 三宅裕司と春風亭昇太のサンキュー歌謡曲一座（フジテレビ系列、2017年 - 2018年）

1960～70年代にヒットした歌謡曲を中心に選曲で、昭和の日本歌謡史の中から番組独自で各時代ごとに分けて、その時代を飾った歌謡曲の逸話や誕生秘話をVTRで紹介するとともに、スタジオで歌手が自身の代表曲を披露する。司会は三宅裕司、春風亭昇太。放送時間は第1回が2時間54分、第2回が2時間30分。
- 歌いーな!（テレビ東京、? - 2019年、不定期・祝日昼枠）

演歌・歌謡曲を中心とした最新の楽曲を歌手が披露する。司会は島崎和歌子、増田和也アナウンサー。年数回放送されていたが、2018年以降は年1回の放送となっていた。放送終了。
- あなたが聴きたい歌の4時間スペシャル（TBS系、2008年 - 2019年）

2008年より放送開始し、番組改編期を中心に年2回程度放送。1970 - 1980年代の演歌・歌謡曲を中心とした選曲で、TBS系の歴代音楽番組の中からの秘蔵VTR紹介パートと10組程度のゲストが自身の代表曲や往年の名曲のスタジオ（番組上表記は赤坂スペシャルホール）歌唱やトークを行うパートの2部で構成されている。放送時間は現在約4時間だが、以前は3時間や3時間半の回もあった。司会は安住紳一郎アナウンサー。

### 過去の民謡番組
- 素人民謡名人戦→民謡セレクション→ふるさと民謡めぐり（フジテレビ、いずれもキンカン提供、1961年 - 1995年）
- クボタ民謡お国めぐり（秋田テレビ、1973年 - 2011年）

農機具メーカー・クボタの1社提供番組で、東北地区のブロックネット番組。
- 日本民謡大賞（日本テレビ、1978年 - 1992年）
- どんとこい民謡（NHK総合、1994年 - 2003年）

### 過去のアニメソング・バーチャルアイドル番組
- 快進撃TVうたえモン（フジテレビ、1999年1月 - 9月）

アニメソングのランキングを毎回世代別に紹介、アニソン歌手が出演して熱唱。司会は松本明子・今田耕司。1999年8月の水木一郎24時間1000曲ライブもバックアップした。一部地域のみでの放送。
- アニぱら音楽館（キッズステーション、2001年 - 2017年）
- アニソンぷらす（テレビ東京、深夜、2008年 - 2012年）
- アニソンCLUB!（TOKYO MX、2015年 - 2016年)
- ミュ～コミ+プラスTV（BSスカパー!、2017年 - 2020年）

#### 過去のアニメソング・バーチャルアイドル特別番組
- アニメソングトップ40スペシャル（フジテレビ系列、1998年）
- 決定版!アニメソング超ベストヒット100（フジテレビ系列、1998年）
- 史上最強ベストヒットアニメ紅白歌合戦'98（フジテレビ系列、1998年）
- 日本全国徹底調査!好きなアニメランキング100（テレビ朝日、2005年）
- アニソンのど自慢（NHK総合、2009年）
- ボーカロイド歌謡祭（フジテレビ、2013年）

フジテレビとニコニコ動画のコラボレーションによるボーカロイド専門の音楽番組。
- ジャパコン特別編 アニメロサマーライブ密着特番（BSフジ、2014年 - 2019年）
- アニソンのど自慢G（NHK BSプレミアム、2014年 - 2016年）
- 24時間バンドリ！TV→新春!朝までバンドリ!TV（TOKYO MX・YouTube、2017年 - 2022年）

BanG Dream!のライブ映像やアニメ映像などを放送する正月特番。2017年は『「バンドリ！」特BanG!〜New Year PARTY〜』として、2018年は『バンドリ！＆ガルパ お正月13時間スペシャル』として、2021年・2022年は『新春!朝までバンドリ!TV』として放送された。YouTube Liveでも同時配信。
- NHKバーチャルのど自慢（NHK総合、2019年）

NHKのど自慢のバーチャルYoutuber版。
- 年またぎにじさんじ!（TOKYO MX、2019年 - 2020年）
- NHKバーチャル紅白歌合戦（NHK、2020年1月1日）
- 国民13万人がガチ投票! アニメソング総選挙（テレビ朝日系列、2020年9月6日）

お願い!ランキングシリーズの派生特番。

#### 過去のアニメソング・バーチャルアイドル配信番組
- 金曜アニメミュージックLIVE（AbemaTV、2017年 - 2018年）

### 過去のプレイリスト番組
- おげんさんのサブスク堂（NHK総合、2024年）

『おげんさんといっしょ』のスピンオフ。2023年に特番として放送されたのち、レギュラー化。おげんさん（星野源）と豊豊さん（松重豊）がお互いのスマートフォンを持ち寄り、今気になる音楽をその場で再生する。2人が大好きな音楽をひたすら語り合う番組。

#### 過去のプレイリスト特別番組
- 今聴きたい! 最強プレイリスト（BSテレ東、2020年）
- D4DJ presents CDTV特別編 みんな歌える! 神プレイリスト音楽祭（TBS、2020年）

### 過去の電子音楽・DTM番組
- 前山田×体育のワンルーム☆ミュージック→ヒャダ×体育のワンルーム☆ミュージック（NHK教育テレビ、特番枠は2019年、レギュラー放送は2021年1月 - 2022年9月）[32]

### 過去のオーディション番組
- スター誕生!（日本テレビ、1971年 - 1983年）

オーディション番組の草分け的存在とも言われる。山口百恵、森昌子、桜田淳子の"花の中三トリオ"やピンク・レディーらを輩出。歴代司会者は萩本欽一、谷隼人・タモリ、坂本九、横山やすし・西川きよし。
- 君こそスターだ!（フジテレビ、1973年 - 1980年）
- あなたをスターに!（NETテレビ、1974年 - 1975年）
- ASAYAN（テレビ東京、1995年 - 2002年）

モーニング娘。・鈴木亜美・CHEMISTRYなど人気アーティストを送り出した。
- 歌スタ!!（日本テレビ、2005年 - 2010年）

第一興商1社提供によるオーディション番組で、有名ミュージシャンが毎回「ウタイビトハンター」（審査員）として出演している。丸山和也弁護士もこの番組で歌手デビューを果たしている。
- &AUDITION - LIVE -（日本テレビ、2022年7月 - 8月）[82]

この番組から&TEAMがデビュー。Huluでは『&AUDITION - The Howling -』のタイトルで配信された。
- OUT OF 48（日本テレビ、2023年4月 - 2024年3月）

AKB48の現役メンバーと、数千人の一般応募者によって行われたオーディション番組。この番組からUNLAMEがデビュー。
- SEVEN COLORS -girls life memory-（TBS・Lemino、2024年10月 - 12月）

約3ヶ月の共同生活を通して、デビューを目指す少女たちの成長物語。選ばれたメンバーはNTTドコモ・スタジオ&ライブ所属のガールズグループとしてデビューする。Leminoでは限定の特別映像が配信された。
- No No Girls Night（日本テレビ、2024年10月 - 2025年1月）

SKY-HI率いるBMSGが主催し、ちゃんみながプロデュースするガールズグループオーディション『No No Girls Night』の公式応援番組。この番組からHANAがデビュー。
- APOLLO AMATEUR NIGHT JAPAN ～NY発！伝説のサバイバルオーディション～（フジテレビ、2024年10月 - 2025年3月）

 アメリカ・ニューヨークのアポロ・シアターで毎週水曜日に開催されるオーディション「アマチュアナイト」の日本版。MCは小籔千豊、山本彩。

#### 過去のオーディション配信番組
- PRODUCE 101 JAPAN→ PRODUCE 101 JAPAN SEASON2→PRODUCE 101 JAPAN THE GIRLS（GYAO!→Lemino・TBS、2019年 - 2023年）

 韓国のオーディション番組『PRODUCE 101』の日本版。2019年、2021年、2023年に計3回オーディションが行われ、それぞれJO1、INI、ME:Iがデビューした。『101 JAPAN』は初回と最終回のみ、『SEASON2』以降は最終回のみTBSで放送。『THE GIRLS』はLeminoで配信。
- Nizi Project→Nizi Project Season 2（Hulu、2020年 - 2023年）

2020年、2023年に計2回オーディションが行われ、それぞれNiziU、NEXZがデビューした。
- THE FIRST（Hulu、2021年）

この番組からBE:FIRSTがデビュー。
- timelesz project -AUDITION-（Netflix、2024年 - 2025年）

timelesz（旧Sexy Zone）の新メンバーオーディションに密着する番組。

### 過去の視聴者参加型番組
- 大学10人抜きのど自慢→サンテ10人抜きのど自慢→ナショナル10人抜きのど自慢（TBS、1962年3月 - 1966年9月）

一般参加者が10人抜き目指して挑戦する番組。司会は青空千夜・一夜。提供は1966年3月までは参天製薬、1966年4月以降は松下電器産業（現：パナソニック）で、「大学」「サンテ」は参天製薬のブランド、「ナショナル」は松下のブランドによる冠。
- 日清ちびっこのどじまん（フジテレビ、1965年 - 1969年）
- 家族そろって歌合戦（TBS、1966年 - 1980年）
- 全日本歌謡選手権（読売テレビ、1970年 - 1976年）
- オールスター家族対抗歌合戦（フジテレビ、1972年 - 1986年）

毎回、4、5組の芸能人・スポーツ選手の家族が出演し、自慢の喉を披露した。萩本欽一の司会で長年好評だったが、末期は小川宏が務めた。
- TVSお店対抗歌合戦→カラオケ一番→カラオケ1ばん（テレ玉、1982年 - 2020年）
- スーパーカラオケ→猪俣公章のカラオケトライアル→カラオケトライアル→カラオケトライアルII→カラオケトライアルIII→ザ・カラオケトライアル（チバテレビ、1983年 - 2020年）
- 平成名物TV イカす!!バンド天国（TBS、1989年 - 1990年）

通称「イカ天」。バンドブームの立役者となり、社会現象にもなった。FLYING KIDSやたま、BEGINらが入賞、メジャーデビューを果たした。
- BSヤングバトル（NHK-BS2、1990年 - 1999年）

1990年代にNHKで行われたアマチュアバンドコンテスト。後期は『ニューBSヤングバトル』と改称。GAO、シャ乱Qなどを輩出した。
- 弦哲也のFTVカラオケグランプリ（福島テレビ、1997年 - 2011年）

『弦哲也のFTVカラオケグランプリ』や『うたの王様』のように出場の際、局に直接応募するものが多い（ただし予選会またはテープ審査がある）が、『カラオケ大賞21』や『カラオケいちばん』のように、スナック等の居酒屋や健康ランドに通って（推薦店などと呼ばれる）、そこの代表に選ばれないと出場できないものや、『カラオケトライアルII』のように、テレビでは放送されない予選会に出るためにも、検定料を払わなければいけないものもあるので、注意が必要である。
- 熱血!オヤジバトル（NHK総合・BS2、1997年 - 2015年）

NHK福岡放送局制作。平均年齢40歳以上のバンドが数組出場、熱戦を展開する。年1回放送。
- BSジュニアのど自慢（NHK-BS2、1999年 - 2004年）
- ハマラジャ（テレビ東京、2002年）
- サマーソングバトル・ウィンターソングバトル → オンエアバトル熱唱編 → 熱唱オンエアバトル（NHK総合テレビ、2003年 - 2006年）
- LIVE BANG!（テレビ東京、2005年 - 2006年）
- 音燃え!（日本テレビ、2007年 - 2008年）

高校生バンドが毎回2組ずつ出場し、演奏力・歌唱力・友情力を競い合い、毎回テーマごとにライブ対決などを行う。番組レギュラーとして千原ジュニア、岡田義徳、新垣結衣が出演。BS日テレでも放送。
- 歌カツ! 〜歌うま中高生応援プロジェクト〜（テレビ朝日、2020年 - 2021年）
- キヨヅカライザー 〜音楽考察バラエティ〜→音チク コンサート（テレビ朝日、2022年 - 2023年）

清塚信也の冠番組。

### 過去のものまね番組
- 象印スターものまね大合戦（NETテレビ、1967年 - 1977年）
- スターに挑戦!!シリーズ（シャボン玉歌まね合戦スターに挑戦!!→歌まね振りまね 新・スターに挑戦!!→歌まね振りまねスターに挑戦!!→全日本歌まね選手権）（日本テレビ、1973年 - 1986年）

横山やすし・西川きよしの司会で親しまれたものまね歌謡バラエティー。牛乳石鹸提供（のちに牛乳石鹸を含む複数社提供）。
- 象印ヒット作戦 1!2!3!（テレビ朝日、1977年）
- ものまねバトル（日本テレビ、特番、1994年 - 2009年）

### 過去の音楽ドラマ番組

#### 過去の連続ドラマ番組
- 愛と喝采と（TBS、1979年）

芸能界をテーマとする連続テレビドラマであり、ランキング歌謡番組「ザ・ベストテン」が登場する。
- あなたもスターになりますか（TBS、1987年）

芸能界をテーマとする連続テレビドラマであり、ランキング歌謡番組「ザ・ベストテン」が登場する。
- 歌のおにいさん（テレビ朝日、2009年）

子供向け番組をモチーフとした連続テレビドラマであり、架空の子供向け番組「みんなでうたお!パピプペポン」が登場する。
- 仰げば尊し（TBS、2016年）

吹奏楽をテーマにした連続テレビドラマであり、主人公は全日本吹奏楽コンクール優勝を目指す。

#### 過去の単発ドラマ番組
- めざせ!イカ天 ロックンOL物語（TBS、1990年）

オーディション番組「三宅裕司のいかすバンド天国」をモチーフとした単発ドラマ番組。
- 生放送はとまらない!（テレビ朝日、2003年10月）

歌謡番組「ミュージックステーション」をモチーフとした単発ドラマ番組。
- ザ・ミュージックショウ（日本テレビ、2011年1月）

オーディション番組をモチーフとした単発ドラマ番組であり、架空のオーディション番組「ザ・ミュージックショウ」が登場する。
- 紅白が生まれた日（NHK総合、2015年3月）

歌謡ラジオ番組「紅白音楽試合」（NHK紅白歌合戦の前身）をモチーフとした単発ドラマ番組。
- 約束のステージ 〜時を駆けるふたりの歌〜（読売テレビ、2019年2月）

オーディション番組「全日本歌謡選手権」をモチーフとした単発ドラマ番組。

### 過去の海外放送番組
- SONGS OF TOKYO（NHKワールドTV・NHK総合テレビ、2018年-、レギュラー放送は2019年 - 2023年）

#### 過去の海外放送特別番組
- SONGS OF TOKYO→SONGS_OF_TOKYO_Festival（NHKワールドTV・NHK総合テレビ、2017年 - 2023年）

### 過去のビデオクリップ番組
- 丸井サウンドロフト（フジテレビ、テレビ静岡、1984年 - 1987年）
- 歌う天気予報→お天気ポップス（TBS・日音）
  - おめざめポップス（TBS・日音、1987年 - 1990年）
- J-POP（群馬テレビ、1991年 - 2009年）
- Channel a（TVK、1998年 - 2009年）

avex制作。avexアーティストの最新音楽情報やトークなど。
- 音楽缶（tvk、ミューコム制作、1998年 - 2013年）
- プロモマニア（フジテレビ、1998年 - 1999年）
- Music B.B.（TOKYO MX、1999年4月 - 2023年9月）[32]
- MEGA HITS REQUEST（チバテレビ他、2001年 - 2009年）
- 5時の魔法使い（東京MXテレビ、2002年）PVリクエスト番組
- ARTIST REQUEST（チバテレビ他、深夜又は、早朝、2004年 - 2011年）
- PVTV（テレビ東京、深夜、2006年 - 2009年）
- スーパーポップTV（日本テレビ）
- テレジオセブン（千葉テレビ）
- GYAO（千葉テレビ）
- 音楽楽園（WOWOW）

（音楽楽園（邦楽PV編、イメージ映像編約15分）→新音楽楽園（邦楽PV編約30分）→音楽楽園（邦楽PV編）/ミュージックガーデン（洋楽PV編）約15分→音楽楽園（邦楽PV編、洋楽PV編、両方のときもある。 約15分）
- MUSIC@（WOWOW）
  - MUSIC@ランキング

金曜深夜1:30 - 2:00などの時間に30分放送、司会:SHELLY、音楽情報、邦楽シングルTOP10、洋楽アルバムTOP10、インタビュー他。
  - MUSIC@DX
- LIVE BOX（NHK岡山放送局）
- ミュージックトマト→ミュージックトマトWorld・ミュージックトマトJAPAN→Mutoma→ミュートマ2（tvk、ミューコム制作）

### 過去のその他の番組
- SOUND+1（NHK-BS2・NHK-BShi、2009年5月 - 2010年3月）
- 重低音スペシャル（NHK-BS2、特番）

## ラジオ音楽番組
1950年代に民放AMラジオ局が開局すると、「S盤アワー」、「L盤アワー」、「P盤アワー」、「魅惑のリズム」、「東芝ヒットパレード」といった各レコード会社（もしくは親会社）がスポンサーの新譜情報番組が続々と生まれてきた。このようなスタイルの番組は1970年代まで続いていた。
Category:日本のラジオ音楽番組を参照。